# 3 maja
3 maja jest 123. (w latach przestępnych 124.) dniem w kalendarzu gregoriańskim. Do końca roku pozostaje 242 dni.

## Święta
- Imieniny obchodzą: Aleksander, Alodia, Antonina, Diodor, Diodora, Juwenalis, Leonia, Maria, Mariola, Maura, Piotr, Świętosława, Teodul, Teodulf, Tymoteusz, Wirzchosława i Wiola.
- Japonia – Dzień Konstytucji (憲法記念日)
- Kościół Starokatolicki Mariawitów: Uroczystość Znalezienia Krzyża Świętego[1]
- Litwa – Święto Narodowe Trzeciego Maja
- Międzynarodowe:
  - Międzynarodowy Dzień Astmy i Alergii[2]
  - Światowy Dzień Wolności Prasy[3] (ustanowione przez Zgromadzenie Ogólne ONZ w 1993)
- Polska – Święto Narodowe Trzeciego Maja (dzień wolny od pracy)
- Wspomnienia i święta Kościoła katolickiego[4][5]:
  - św. Aleksander I (papież)
  - św. Ansfryd (biskup)
  - bł. Edward Józef Rosaz (biskup)
  - św. Juwenalis (biskup Narni)
  - bł. Maria Leonia Paradis (zakonnica)
  - Najświętsza Maryja Panna Królowa Polski (Kościół katolicki w Polsce, uroczystość liturgiczna głównej patronki Polski)

## Wydarzenia w Polsce

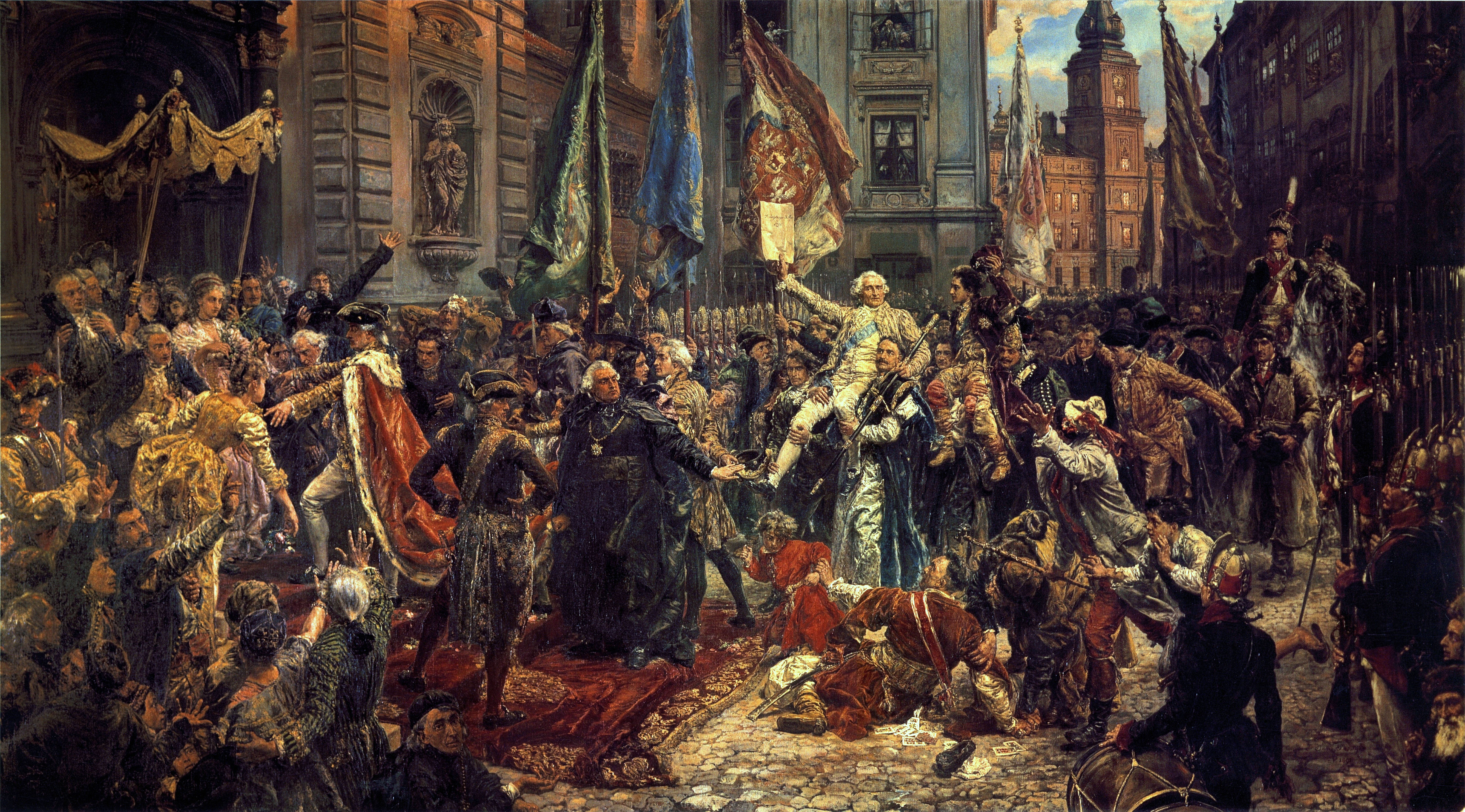
Konstytucja 3 Maja 1791 roku – obraz Jana Matejki

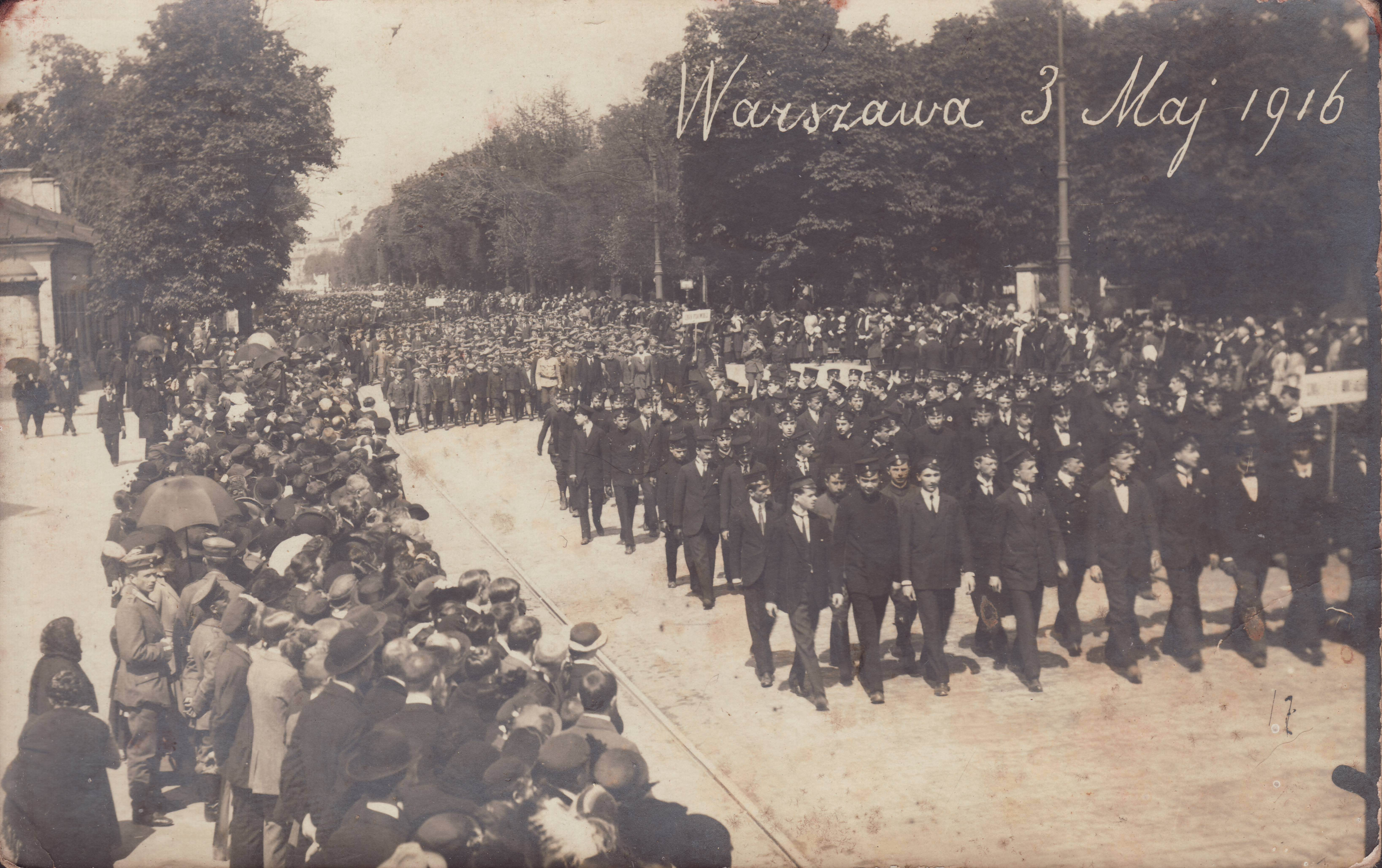
Pierwsza od 1830 roku legalna manifestacja patriotyczna w Warszawie w 1916 roku

- 1285 – Książę krakowski i sandomierski Leszek Czarny pokonał księcia mazowiecko-czerskiego Konrada II w bitwie pod Bogucicami.
- 1439 – W Nowym Mieście Korczynie została zawiązana Konfederacja Spytka z Melsztyna.
- 1454 – Król Kazimierz IV Jagiellończyk nadał Wąchockowi prawa miejskie magdeburskie.
- 1505 – Podczas obrad Sejmu w Radomiu uchwalono konstytucję sejmową, zwaną od skrótu sensu 1. artykułu konstytucją Nihil novi.
- 1656 – Potop szwedzki: Szwedzi zdobyli zamek w Gołańczy i wymordowali jego załogę.
- 1660 – W Oliwie zawarto pokój pomiędzy Polską a Szwecją, na mocy którego król Jan II Kazimierz Waza zrzekł się praw do tronu szwedzkiego, a Polska zatrzymała część Inflant.
- 1661 – Jan Heweliusz przeprowadził obserwację przejścia Merkurego na tle tarczy Słońca.
- 1670 – Powstanie chłopskie na Podhalu: decydująca klęska powstańców w bitwie pod Nowym Targiem (stoczonej pomiędzy 1 a 3 maja).
- 1733 – Pożar Witebska.
- 1744 – Biskup Wacław Hieronim Sierakowski poświęcił odbudowaną bazylikę archikatedralną Wniebowzięcia Najświętszej Maryi Panny i św. Jana Chrzciciela w Przemyślu.
- 1776 – W Nowym Dworze Gdańskim rodzina Stobbe rozpoczęła produkcję wódki jałowcówki Stobbes Machandel.
- 1791 – Sejm Czteroletni uchwalił Konstytucję 3 Maja.
- 1792 – Wmurowano kamień węgielny pod budowę Świątyni Opatrzności Bożej w Warszawie.
- 1812 – Napoleon Bonaparte wydał dekret o utworzeniu polskiego V Korpusu Wielkiej Armii pod dowództwem ks. Józefa Poniatowskiego.
- 1815 – Na kongresie wiedeńskim Rosja podpisała z Prusami i z Austrią konwencje bilateralne o podziale Księstwa Warszawskiego i trójstronną konwencję o utworzeniu Wolnego Miasta Krakowa. Zadecydowano, że Księstwo zostanie podzielone na 4 części:
  - Cesarstwo Austrii zagarnęło okręg Wieliczki
  - Królestwo Prus zachodnią część księstwa: Wielkie Księstwo Poznańskie i ziemię chełmińską
  - Imperium Rosyjskie środkową i wschodnią część księstwa: Królestwo Polskie
  - Wolne Miasto Kraków.
- 1819 – Major Walerian Łukasiński utworzył w Warszawie Wolnomularstwo Narodowe.
- 1831:
  - W nocy z 2 na 3 maja od uderzenia pioruna spłonęło niemal doszczętnie opactwo benedyktynów w Tyńcu.
  - Wojciech Jastrzębowski opublikował tekst O wiecznym pokoju między narodami, uważany za pierwszy w historii projekt konstytucji zjednoczonej Europy.
- 1842 – Pożar strawił 45% zabudowy Bełchatowa.
- 1848:
  - Powstanie wielkopolskie: Jakub Krotowski-Krauthofer ogłosił utworzenie niepodległej Rzeczypospolitej Mosińskiej.
  - We Lwowie założono Stowarzyszenie Właścicieli Większych Posiadłości Wiejskich.
- 1850 – Edmund Bojanowski założył Zgromadzenie Sióstr Służebniczek Najświętszej Maryi Panny Niepokalanie Poczętej.
- 1863 – Powstanie styczniowe: Tymczasowy Rząd Narodowy powołał Komitet Polski w Paryżu.
- 1916 – Za zgodą władz niemieckich w Warszawie odbyła się pierwsza od 1830 roku legalna manifestacja patriotyczna.
- 1923 – Odsłonięto pomnik księcia Józefa Poniatowskiego w Warszawie.
- 1927 – Na antenie rozgłośni poznańskiej Polskiego Radia została wyemitowana po raz pierwszy w Polsce reklama radiowa.
- 1938 – Otwarto port morski we Władysławowie.
- 1939 – Została uruchomiona Elektrownia Stalowa Wola.
- 1940 – Niemcy utworzyli getto żydowskie w Tomaszowie Mazowieckim.
- 1943:
  - 53 osoby zginęły w wyniku ataku oddziału nacjonalistów ukraińskich na wieś Kuty na Wołyniu.
  - Organizacja harcerska „Wawer” nadała w Warszawie propagandową audycję megafonową.
- 1944:
  - Powołano Krajową Radę Ministrów.
  - W nocy z 3 na 4 maja oddział Osjana zaatakował warszawskie lotnisko bielańskie i zniszczył 5 samolotów Ju 52, a kilka innych uszkodził.
- 1946:
  - Oddział NSZ pod dowództwem kapitana Henryka Flamego przejął kontrolę nad miastem Wisła i urządził w niej defiladę.
  - W Krakowie rozpędzono przy użyciu wojska manifestację patriotyczną.
- 1952 – Legionowo uzyskało prawa miejskie.
- 1957 – Powstało Towarzystwo Krzewienia Kultury Fizycznej (TKKF).
- 1960 – W Szczecinie odsłonięto pomnik Adama Mickiewicza.
- 1966:
  - Na Jasnej Górze w Częstochowie odbyły się uroczyste obchody Tysiąclecia Chrztu Polski.
  - Premiera filmu Niekochana w reżyserii Janusza Nasfetera.
- 1969 – Polska ratyfikowała Układ o nierozprzestrzenianiu broni jądrowej.
- 1978 – Uruchomiono seryjną produkcję samochodu osobowego FSO Polonez.
- 1988 – Utworzono Papieski Wydział Teologiczny w Warszawie.
- 1991 – Na Grobie Nieznanego Żołnierza odsłonięto 14 kolejnych tablic przedstawiających miejsca bitew. Dwie tablice poświęcono lotnikom i marynarzom.
- 1993 – Prezydent RP Lech Wałęsa nadał papieżowi Janowi Pawłowi II pierwszy po reaktywacji w 1992 roku Order Orła Białego.
- 1994 – Premiera komediodramatu Zawrócony w reżyserii Kazimierza Kutza.
- 1995 – Polska i Arabia Saudyjska nawiązały stosunki dyplomatyczne.
- 2007 – Wystartował kanał tematyczny TVP Historia.
- 2009 – Odbył się pierwszy Silesia Marathon wiodący ulicami miast Górnego Śląska.

## Wydarzenia na świecie
- 996 – Grzegorz V został papieżem.
- 1241 – W czasie walk o władzę w Lombardii flota cesarza Fryderyka II Hohenstaufa pokonała flotę papieską w bitwie u brzegów wyspy Montecristo.
- 1270 – Stefan V został królem Węgier i Chorwacji.
- 1294 – Rozpoczęto budowę kościoła Santa Croce we Florencji.
- 1330 – Andronik III Wielki Komnen został cesarzem Trapezuntu.
- 1469 – W Ołomuńcu Maciej Korwin został koronowany na króla Czech.
- 1481:
  - Bajazyd II został sułtanem Imperium Osmańskiego.
  - W trzęsieniu ziemi na wyspie Rodos na Morzu Egejskim zginęło około 30 tys. osób.
- 1491 – Władca Konga Nzinga Nkuwu został ochrzczony przez Portugalczyków i przyjął imię Jan I.
- 1493 – Założono miasto Santa Cruz de La Palma na wyspie La Palma w archipelagu Wysp Kanaryjskich.

- 1497 – Poświęcono klasztor Certosa di Pavia we Włoszech.
- 1500 – Wielki książę moskiewski Iwan III Srogi wypowiedział wojnę Litwie.
- 1512 – Rozpoczął się Sobór laterański V.
- 1515 – Portugalski żeglarz, odkrywca i zdobywca Alfonso de Albuquerque zajął wyspę Ormuz w Zatoce Perskiej.
- 1544 – Flota angielska pod wodzą księcia Edwarda Seymoura wpłynęła do Firth of Forth celem zajęcia Edynburga i porwania (nie doszłego do skutku) 1,5-rocznej królowej Szkocji Marii i Stuart.
- 1619 – W Republice Weneckiej założono Banco di Giro.
- 1621 – Angielski filozof, prawnik i polityk Francis Bacon został oskarżony o korupcję i pozbawiony stanowiska lorda kanclerza.
- 1645 – Wojna trzydziestoletnia: wojska szwedzkie rozpoczęły oblężenie Brna.
- 1715 – Miało miejsce pierwsze od 1140 roku całkowite zaćmienie Słońca widoczne w Londynie, obserwowane i badane przez Edmunda Halleya.
- 1720 – Fryderyk I Heski został koronowany na króla Szwecji.
- 1765 – W Filadelfii założono pierwszą amerykańską szkołę medyczną.
- 1769 – Brytyjski koń wyścigowy Eclipse wygrał pierwszą spośród 18 swoich zwycięskich gonitw.
- 1798 – I Legia generała Jana Henryka Dąbrowskiego wkroczyła do Rzymu.
- 1800 – II koalicja antyfrancuska: zwycięstwo wojsk francuskich nad austriackimi w bitwie pod Stockach.
- 1802 – Waszyngton uzyskał prawa miejskie.
- 1808:
  - Wojna na Półwyspie Iberyjskim: Francuzi rozstrzelali kilkuset powstańców madryckich.
  - Wojna rosyjsko-szwedzka: kapitulacja szwedzkiej twierdzy Sveaborg.
- 1809 – Obalony w 1803 roku szach Afganistanu Mahmud Szah Durrani powrócił do władzy.
- 1810 – Brytyjski poeta i dramaturg George Gordon Byron pokonał wpław cieśninę Dardanele w celu udowodnienia prawdziwości mitu o Hero i Leandrze.
- 1814 – Dżabir I as-Sabah został emirem Kuwejtu.
- 1815 – Wojna austriacko-neapolitańska: decydujące zwycięstwo wojsk austriackich w bitwie pod Tolentino.
- 1822 – Powstało Papieskie Dzieło Rozkrzewiania Wiary, jedno z czterech Papieskich Dzieł Misyjnych.
- 1830 – W Anglii rozpoczęła działalność pierwsza regularna kolejowa linia pasażerska.
- 1831:
  - W Irlandii wybuchła tzw. „wojna o dziesięcinę”, wywołana wprowadzeniem obowiązku płacenia przez katolików podatku na rzecz anglikańskiego Kościoła Irlandii.
  - W Teatrze Porte-Saint-Martin w Paryżu odbyła się premiera dramatu Antony Alexandre’a Dumasa (ojca).
- 1833 – W Londynie założono Królewskie Towarzystwo Entomologiczne.
- 1837 – Założono Uniwersytet Narodowy im. Kapodistriasa w Atenach (jako Uniwersytet Ottoński).
- 1844 – Gen. Philippe Guerrier został prezydentem Haiti.
- 1848 – W angielskim hrabstwie Derbyshire archeolog Thomas Bateman znalazł w grobowcu datowany na VII wiek anglosaski hełm z Benty Grange.
- 1849 – Wiosna Ludów: w Dreźnie wybuchło powstanie pod wodzą Michaiła Bakunina.
- 1860 – Karol XV został koronowany na króla Szwecji.
- 1863:
  - Powołano Komitet Polski w Paryżu, będący zagraniczną ekspozyturą Rządu Narodowego w czasie powstania styczniowego.
  - Wojna secesyjna: zwycięstwo wojsk Unii w II bitwie pod Fredericksburgiem.
- 1886 – Koniec strajku w fabryce maszyn rolniczych McCormick w Chicago (błędnie podawaną datą jest 1 maja).
- 1887 – W wyniku eksplozji w kopalni węgla kamiennego w Nanaimo w kanadyjskiej prowincji Kolumbia Brytyjska zginęło 150 górników.
- 1891 – Założono duński klub piłkarski Vejle BK.
- 1899 – W Budapeszcie założono klub sportowy Ferencvárosi TC.
- 1901 – W wyniku pożaru miasta Jacksonville na Florydzie zginęło 7 osób, zostało zniszczonych 2368 budynków, a około 10 tys. osób straciło dach nad głową.
- 1905 – Założono niemiecki klub piłkarski Arminia Bielefeld.
- 1907 – W Stambule założono klub piłkarski Fenerbahçe SK.
- 1913 – Trafił do dystrybucji pierwszy pełnometrażowy indyjski film fabularny Raja Harishchandra w reżyserii Dadasaheba Phalkego.
- 1915 – I wojna światowa: Włochy zerwały Trójprzymierze z Niemcami i Austro-Węgrami.
- 1916 – Na dziedzińcu więzienia w Dublinie Brytyjczycy rozstrzelali 16 przywódców powstania wielkanocnego.
- 1917 – W okolicach Sewastopola Wacław Ulass, jako pierwszy pilot na świecie, wykonał lot odwrócony.
- 1919:
  - Założono klub sportowy Slovan Bratysława.
  - Została zlikwidowana Bawarska Republika Rad.
- 1920:
  - Mustafa Kemal Atatürk został pierwszym premierem Republiki Tureckiej.
  - Wyprawa kijowska: polscy żołnierze wjechali do Kijowa zdobycznym tramwajem, biorąc do niewoli oficera Armii Czerwonej, po czym się wycofali.
- 1921 – Utworzono Irlandię Północną.
- 1922 – Nikolaos Stratos został premierem Grecji.
- 1924 – Założono portugalski klub piłkarski Gil Vicente F.C.
- 1928 – Pod Jinanem w trakcie ekspedycji północnej chińskiego Kuomintangu doszło do bitwy z wojskami japońskimi przysłanymi do ochrony japońskiej osady.
- 1934 – Wszedł do służby, największy wówczas na świecie, francuski okręt podwodny „Surcouf”.
- 1935 – Rewda w Rosji uzyskała prawa miejskie.
- 1936 – Front Ludowy wygrał wybory parlamentarne we Francji.
- 1937 – Amerykańska pisarka Margaret Mitchell otrzymała Nagrodę Pulitzera za powieść Przeminęło z wiatrem.
- 1939:
  - Otwarto polski pawilon na Wystawie Światowej w Nowym Jorku.
  - Przewodniczący Rady Komisarzy Ludowych ZSRR Wiaczesław Mołotow zastąpił Maksima Litwinowa na stanowisku komisarza spraw zagranicznych.
  - W Indiach powstała lewicowo-nacjonalistyczna partia polityczna All India Forward Bloc.
- 1940 – II wojna światowa: polska załoga przejęła brytyjski niszczyciel ORP „Garland”.
- 1942:
  - Wojna na Pacyfiku: Japończycy zajęli wyspę Tulagi w archipelagu Wysp Salomona.
  - W Palestynie rozpoczęło się formowanie 3. Dywizji Strzelców Karpackich.
- 1944:
  - Premiera amerykańskiego melodramatu Idąc moją drogą w reżyserii Leo McCareya.
  - U wybrzeży Somalii brytyjskie samoloty uszkodziły bombami głębinowymi niemiecki okręt podwodny U-852, zmuszając go do wynurzenia. Zdobycie dziennika pokładowego okrętu umożliwiło postawienie przed sądem pięciu członków załogi, oskarżonych o zbrodnię wojenną popełnioną na rozbitkach ze storpedowanego 13 marca 1944 roku na Atlantyku greckiego parowca „Peleus”.
- 1945:
  - 1. Armia Wojska Polskiego sforsowała rzekę Hawelę i osiągnęła linię rzeki Łaby w okolicach miasta Sandau (Elbe).
  - 1. Dywizja Pancerna gen. Stanisława Maczka opanowała rejon Westerstede.
  - Japończycy skapitulowali w Rangunie.
  - Na Zatoce Lubeckiej samoloty RAF omyłkowo zatopiły statki: „Cap Arcona” i „Thielbek”, które przewoziły więźniów z obozów koncentracyjnych oraz obsadzony niemiecką załogą „Deutschland”, czwarty statek „Athen” zdołał zawinąć do portu. Zginęło około 7,7 tys. osób.
  - Premiera amerykańskiego melodramatu Dolina decyzji w reżyserii Taya Garnetta.
- 1946 – Przed Międzynarodowym Trybunałem Wojskowym dla Dalekiego Wschodu w Tokio rozpoczął się proces japońskich zbrodniarzy wojennych.
- 1947 – W Japonii weszła w życie podyktowana przez generała Douglasa George’a MacArthura nowa konstytucja (tzw. pokojowa). Wydarzenie to zostało upamiętnione Dniem Konstytucji obchodzonym od następnego roku.
- 1948:
  - Kolumbia zerwała stosunki dyplomatyczne z ZSRR.
  - Wojna domowa w Mandacie Palestyny: żydowskie oddziały szturmowe Palmach rozpoczęły decydujący atak na Górną Galileę.
  - Wyemitowano pierwsze wydanie CBS Evening News.
- 1950 – Zwodowano brytyjski lotniskowiec HMS „Ark Royal”.
- 1951 – Otwarto Royal Festival Hall w Londynie.
- 1952:
  - Podpułkownik Joseph O. Fletcher i porucznik William P. Benedict z US Air Force wylądowali jako pierwsi samolotem (Douglas C-47 Skytrain) na biegunie północnym.
  - Rozpoczęła nadawanie polska sekcja rozgłośni Radia Wolna Europa.
- 1953 – Rozpoczęła nadawanie zachodnioniemiecka rozgłośnia radiowa Deutsche Welle.
- 1958 – W San Diego w Kalifornii uruchomiono pierwszy reaktor jądrowy typu TRIGA.
- 1959 – Reprezentant ZSRR Oleg Fiedosiejew ustanowił w Nalczyku rekord świata w trójskoku (16,70 m).
- 1960:
  - Powstało Europejskie Stowarzyszenie Wolnego Handlu (EFTA).
  - W Amsterdamie otwarto Dom Anny Frank.
- 1961:
  - Oficer btytyjskiej SIS George Blake, zwerbowany przez KGB po tym jak trafił do niewoli północnokoreańskiej, został skazany na 42 lata pozbawienia wolności – po roku za każdego zdradzonego agenta.
  - W Porcie lotniczym Atlanta – Hartsfield-Jackson otwarto największy wówczas amerykański terminal pasażerski.
- 1962 – 160 osób zginęło, a 296 zostało rannych w zderzeniu dwóch pociągów pasażerskich i jednego towarowego w dzielnicy Tokio Arakawa.
- 1963:
  - Należący do linii Air Afrique Douglas DC-6 rozbił się o zbocze wulkanu Kamerun, w wyniku czego zginęło wszystkich 55 osób na pokładzie.
  - W São Paulo w katastrofie należącego do linii Cruzeiro do Sul samolotu Convair CV-340-59 zginęło 37 spośród 50 osób na pokładzie.
- 1965:
  - Wojna wietnamska: Kambodża zerwała stosunki dyplomatyczne z USA w związku z rozszerzeniem operacji przeciwko Wietkongowi na terytorium kambodżańskie.
  - W trzęsieniu ziemi w Salwadorze zginęło 125 osób, a ok. 500 zostało rannych.
- 1967 – Ubiegający się o reelekcję Park Chung-hee wygrał wybory prezydenckie w Korei Południowej.
- 1968 – 85 osób zginęło w Dawson w Teksasie w katastrofie samolotu pasażerskiego Lockheed L188A.
- 1969:
  - Amerykańska policja zatrzymała 12 tysięcy uczestników demonstracji przeciwko wojnie w Wietnamie.
  - Po śmierci prezydenta Indii Zakira Hussaina p.o. prezydenta został wiceprezydent Varahagiri Venkata Giri.
- 1970 – Papież Paweł VI kanonizował Leonarda Murialdo.
- 1971 – Walter Ulbricht zrezygnował z funkcji pierwszego sekretarza Socjalistycznej Partii Jedności Niemiec (SED). Jego następcą został Erich Honecker.
- 1973 – Sears Tower (obecnie Willis Tower) w Chicago został najwyższym (do linii dachu) budynkiem na świecie (442,3 m), wyprzedzając północną wieżę World Trade Center w Nowym Jorku.
- 1974 – Została założona Portugalska Demokratyczna Partia Pracy (PTDP).
- 1975:
  - Odbył się pierwszy maraton amsterdamski.
  - Wszedł do służby lotniskowiec o napędzie atomowym USS „Nimitz”.
- 1977 – W Mińsku rozpoczęto budowę metra.
- 1979:
  - Opozycyjna Partia Konserwatywna z Margaret Thatcher na czele wygrała wybory parlamentarne w Wielkiej Brytanii.
  - Premiera filmu Blaszany bębenek w reżyserii Volkera Schlöndorffa
- 1985 – 94 osoby zginęły w wyniku zderzenia samolotu Tu-134A z wojskowym An-26 nad Złoczowem na zachodzie Ukrainy.
- 1986:
  - W norweskim Bergen odbył się 31. Konkurs Piosenki Eurowizji.
  - W stojącym na płycie lotniska w Kolombo samolocie Lockheed L-1011 TriStar należącym do SriLankan Airlines wybuchła bomba podłożona przez Tamilskich Tygrysów. Zginęło 21 spośród 150 osób na pokładzie.
- 1988 – Po przebudowie ponownie otwarto dworzec kolejowy Tel Awiw Merkaz.
- 1990:
  - Bułgaria i Izrael przywróciły pełne stosunki dyplomatyczne.
  - Casimir Oyé-Mba został premierem Gabonu.
- 1993 – Etiopia uznała niepodległość swej byłej prowincji Erytrei.
- 1997:
  - Rosyjski szachista Garri Kasparow rozpoczął mecz z superkomputerem Deep Blue przedsiębiorstwa IBM.
  - W Dublinie odbył się 42. Konkurs Piosenki Eurowizji.
- 1999:
  - Nad Oklahomą przeszło tornado o największej zmierzonej dotychczas prędkości wiatru (484 km/h).
  - Szkot Stephen Hendry rekordowy siódmy raz został mistrzem świata w snookerze.
- 2005 – 15 osób zginęło, a 40 zostało rannych w zamachu bombowym na stadionie w stolicy Somalii Mogadiszu, do którego doszło w trakcie przemówienia premiera Alego Mohammeda Ghediego.
- 2006:
  - Armeński Airbus A320 rozbił się podczas podchodzenia do lądowania w rosyjskim Soczi, w wyniku czego zginęło 113 osób.
  - Rejon wysp Tonga na Pacyfiku nawiedziło trzęsienie ziemi o sile 7,8°R.
  - Sąd w Alexandrii w amerykańskim stanie Wirginia skazał na karę dożywotniego pozbawienia wolności Zacariasa Moussaouiego, jednego z organizatorów zamachów z 11 września 2001 roku.
- 2007:
  - Królowa Elżbieta II przybyła do Wirginii na obchody 400. rocznicy założenia Jamestown, pierwszej stałej osady angielskiej w Ameryce Północnej.
  - Z pokoju hotelowego w Praia Da Luz w Portugalii zniknęła bez śladu trzyletnia Brytyjka Madeleine McCann.
- 2008 – Weszła w życie konwencja ONZ o prawach osób niepełnosprawnych.
- 2009:
  - Lawina na górze Schalfkogel w austriackich Alpach zabiła 6 narciarzy (5 Czechów i Słowaka).
  - Ricardo Martinelli został wybrany na urząd prezydenta Panamy.
  - W katastrofie wojskowego śmigłowca w północno-zachodniej Wenezueli zginęło 18 osób.
- 2011 – 2 dni po uroczystościach beatyfikacyjnych trumna z ciałem Jana Pawła II została przeniesiona z podziemi bazyliki św. Piotra do tamtejszej kaplicy św. Sebastiana, gdzie umieszczono ją pod marmurowym ołtarzem.
- 2012 – W podwójnym zamachu bombowym w stolicy Dagestanu Machaczkale zginęło 14 osób, a 87 zostało rannych.
- 2013 – Wojna domowa w Syrii: w masakrach dokonanych w dniach 2-3 maja przez wojsko rządowe i bojówki Szabihy w miejscowościach Al-Bajda i Banijas zginęło 248 osób.
- 2016:
  - Do miasta Fort McMurray w kanadyjskiej prowincji Alberta dotarł pożar okolicznych lasów, który wyrządził znaczne szkody i wymusił ewakuację wszystkich mieszkańców.
  - Kosowska Federacja Piłki Nożnej została członkiem UEFA.
- 2019 – W parku Canada’s Wonderland w Vaughan w kanadyjskiej prowincji Ontario oddano do użytku kolejkę górską Yukon Striker.
- 2023:
  - Inwazja Rosji na Ukrainę: w rosyjskim zmasowanym ostrzale Chersonia zginęły 24 osoby, a 45 zostało rannych.
  - W jednej ze szkół podstawowych w Belgradzie jej 13-letni uczeń Kosta Kecmanović zastrzelił 10 osób (ochroniarza i 9 uczniów), a 6 zranił.

## Urodzili się
- 612 – Konstantyn III, cesarz bizantyński (zm. 641)
- 1217 – Henryk I, król Cypru, regent Królestwa Jerozolimskiego (zm. 1253)
- 1415 – Cecylia Neville, angielska arystokratka (zm. 1495)
- 1428 – Pedro González de Mendoza, hiszpański duchowny katolicki, biskup Calahorry, Sigüenzy i Osmy, administrator archidiecezji sewilskiej, arcybiskup Toledo i prymas Hiszpanii, łaciński patriarcha Aleksandrii, kardynał (zm. 1495)
- 1446 – Małgorzata York, angielska arystokratka, księżna Burgundii (zm. 1503)
- 1461 – Raffaele Sansoni Riario, włoski kardynał (zm. 1521)
- 1469 – Niccolò Machiavelli, włoski pisarz, historyk, dyplomata (zm. 1527)
- 1479 – Henryk V Zgodny, książę Meklemburgii i Meklemburgii-Schwerin (zm. 1552)
- 1514 – Bartłomiej Fernandes od Męczenników, portugalski duchowny katolicki, dominikanin, arcybiskup Bragi, błogosławiony (zm. 1590)
- 1535 – Giovanni Battista Naldini, włoski malarz (zm. 1591)
- 1595 – Alessandro Gottifredi, włoski jezuita (zm. 1652)
- 1606 – Maria Burbon-Soissons, francuska arystokratka (zm. 1692)
- 1609 – (data chrztu) Frans Rijckhals, holenderski malarz (zm. 1647)
- 1620 – Bogusław Radziwiłł, książę, polityk, chorąży, koniuszy wielki litewski, feldmarszałek szwedzki, generalny namiestnik Prus Książęcych (zm. 1669)
- 1632 – Maria Katarzyna od św. Augustyna, francuska zakonnica, błogosławiona (zm. 1668)
- 1638 – François Gaston de Bethune, francuski arystokrata, dyplomata (zm. 1692)
- 1662 – Matthäus Daniel Pöppelmann, saski architekt (zm. 1737)
- 1670 – Michał Pius Fasoli, włoski franciszkanin, misjonarz, męczennik, błogosławiony (zm. 1716)
- 1678 – Amaro Pargo, hiszpański kaper, kupiec (zm. 1747)
- 1680 – Mikołaj Mavrocordat, hospodar Mołdawii i Wołoszczyzny (zm. 1730)
- 1695 – Henri Pitot, francuski inżynier, wynalazca, konstruktor (zm. 1771)
- 1736 – Robert Walpole, brytyjski arystokrata, polityk, dyplomata (zm. 1810)
- 1748 – Emmanuel-Joseph Sieyès, francuski duchowny katolicki, opat, polityk, konsul Francji (zm. 1836)
- 1750 – William Windham, brytyjski arystokrata, polityk (zm. 1810)
- 1761 – August von Kotzebue, niemiecki pisarz, dyplomata (zm. 1819)
- 1764 – Elżbieta Burbon, francuska księżniczka (zm. 1794)
- 1768 – Agustín Eyzaguirre, chilijski polityk, prezydent Chile (zm. 1837)
- 1771 – August Bécu, polski lekarz, patolog, filozof (zm. 1824)
- 1773 – Giuseppe Acerbi, włoski odkrywca, pisarz, archeolog, przyrodnik, muzyk (zm. 1846)
- 1774 – Pierre-Narcisse Guérin, francuski malarz, grafik (zm. 1833)
- 1778 – Bernard Chancy, haitański dowódca wojskowy (zm. 1806)
- 1782 – Stanisław Jan Dunin Borkowski, polski mineralog, bibliotekoznawca, literat, wydawca (zm. 1850)
- 1785 – Vicente López, argentyński polityk, prezydent Argentyny (zm. 1856)
- 1786 – Józef Benedykt Cottolengo, włoski duchowny katolicki, święty (zm. 1842)
- 1788 – Aleksander Błędowski, polski generał, uczestnik powstania listopadowego (zm. 1831)
- 1791 – Henryk Rzewuski, polski pisarz, publicysta (zm. 1866)
- 1797 – Heinrich Berghaus, niemiecki kartograf (zm. 1884)
- 1798 – Gustaw Olizar, polski ziemianin, polityk, publicysta, poeta, pamiętnikarz (zm. 1865)
- 1802 – Leon Szancer, polski lekarz, filantrop, działacz społeczny, uczestnik powstania listopadowego (zm. 1879)
- 1803 – Józef Kazimierz Łubieński, polski porucznik, szpieg rosyjski (zm. 1846)
- 1804 – William Denison, brytyjski wojskowy, inżynier, administrator kolonialny (zm. 1871)
- 1807 – Teofil Wojciech Ostaszewski, polski ziemianin, pisarz (zm. 1889)
- 1809 – Tomasz Aleksander Potocki, polski ziemianin, oficer, ekonomista, publicysta (zm. 1861)
- 1814:
  - John Hamilton Gray, kanadyjski polityk (zm. 1889)
  - Florian Adam Skomorowski, polski aktor (zm. 1855)
- 1816 – Montgomery Cunningham Meigs, amerykański wojskowy, inżynier (zm. 1892)
- 1817 – Jean-Baptiste Barla, francuski botanik, mykolog (zm. 1896)
- 1818:
  - Karl Rudolf Ditmar, niemiecki wynalazca, projektant, przedsiębiorca (zm. 1895)
  - Wilhelm Stieber, niemiecki prawnik, szef pruskiej policji i niemieckiego wywiadu (zm. 1882)
- 1819 – Jurij Samarin, rosyjski historyk, publicysta, działacz społeczny (zm. 1876)
- 1820 – Eduard Blásy, węgierski taternik (zm. 1888)
- 1824 – Johann Robert Mende, niemiecki architekt (zm. 1899)
- 1826 – Karol XV, król Szwecji i Norwegii (zm. 1872)
- 1827 – Jeroným Jan Nepomucký Solař, czeski duchowny katolicki, pisarz religijny, pedagog, poeta, historyk, topograf (zm. 1877)
- 1829 – Lotten von Feilitzen, szwedzka pianistka (zm. 1912)
- 1832 – Uriah Smith, amerykański pastor, jeden z historycznych przywódców Adwentyzmu Dnia Siódmego (zm. 1903)
- 1833 – Philip Hermogenes Calderon, brytyjski malarz (zm. 1898)
- 1836 – Bronisław Chojnowski, polski dermatolog, wykładowca akademicki (zm. 1870)
- 1838 – Florian Cynk, polski malarz (zm. 1912)
- 1839 – Artur Stępiński, polski inżynier dróg i mostów, pedagog, działacz emigracyjny (zm. 1900)
- 1843:
  - Ludwik Zygmunt Dębicki, polski pisarz, publicysta (zm. 1908)
  - Edward Dowden, brytyjski poeta, historyk literatury, wykładowca akademicki (zm. 1913)
  - Edmond Francis Prendergast, amerykański duchowny katolicki, arcybiskup metropolita Filadelfii pochodzenia irlandzkiego (zm. 1918)
  - Aleksander Sochaczewski, polski malarz pochodzenia żydowskiego (zm. 1923)
  - Antoni Wierzejski, polski zoolog, hydrobiolog, wykładowca akademicki (ur. 1916)
- 1844:
  - Édouard Drumont, francuski nacjonalista, pisarz, publicysta (zm. 1917)
  - Tamemoto Kuroki, japoński generał (zm. 1923)
- 1845 – Jan Jeleński, polski dziennikarz, publicysta (zm. 1919)
- 1848 – Otto Bütschli, niemiecki zoolog, wykładowca akademicki (zm. 1920)
- 1849:
  - Bertha Benz, niemiecka pionierka motoryzacji (zm. 1944)
  - Bernhard von Bülow, niemiecki polityk, dyplomata, premier Prus i kanclerz Niemiec (zm. 1929)
  - Frederick Currey, angielski rugbysta, sędzia i działacz sportowy (zm. 1896)
- 1851 – Richard Mullock, walijski sędzia i działacz sportowy (zm. 1920)
- 1854 – Aleksander Zalewski, polski botanik, wykładowca akademicki (zm. 1906)
- 1858:
  - Jan Bołoz Antoniewicz, polski historyk i teoretyk sztuki, wykładowca akademicki pochodzenia ormiańskiego (zm. 1922)
  - Siergiej Chabałow, rosyjski generał-lejtnant (zm. 1924)
  - Kolumba Gabriel, polska zakonnica, błogosławiona (zm. 1926)
- 1859:
  - José Gallegos Arnosa, hiszpański malarz, rzeźbiarz (zm. 1917)
  - Hans Latt, niemiecki rzeźbiarz (zm. 1946)
- 1860:
  - John Scott Haldane, brytyjski fizjolog, filozof, wykładowca akademicki (zm. 1936)
  - Alejandro Korn, argentyński lekarz, filozof, polityk pochodzenia niemieckiego (zm. 1936)
  - Vito Volterra, włoski matematyk, fizyk, wykładowca akademicki (zm. 1940)
- 1861:
  - Wolfgang Heine, niemiecki prawnik, polityk (zm. 1944)
  - Stanisław Rossowski, polski poeta, dramatopisarz, nowelista, dziennikarz (zm. 1940)
  - Maurycy Trębacz, polski malarz, rysownik pochodzenia żydowskiego (zm. 1941)
- 1862 – Witold Karol Wiśniewski, polski hrabia, duchowny katolicki, teolog, szambelan papieski (zm. 1901)
- 1865 – Michael Berkowitz, żydowski pedagog, pisarz, pionier ruchu syjonistycznego (zm. 1935)
- 1866:
  - Heinrich Ewald Hering, niemiecki fizjolog, wykładowca akademicki (zm. 1948)
  - Andrzej Hławiczka, polski nauczyciel, działacz społeczny, muzykolog i etnograf na Śląsku Cieszyńskim (zm. 1914)
- 1867 – Aleksandyr Malinow, bułgarski prawnik, polityk, premier Bułgarii (zm. 1938)
- 1868 – Franz Splett, niemiecki nauczyciel, polityk (zm. 1926)
- 1869 – Jan Romer, polski generał dywizji (zm. 1934)
- 1870 – Ambroży Valls Matamales, hiszpański kapucyn, męczennik, błogosławiony (zm. 1936)
- 1871 – Vincas Čepinskis, litewski fizyk, wykładowca akademicki, polityk (zm. 1940)
- 1872 – Símun av Skarði, farerski poeta, polityk, nauczyciel (zm. 1942)
- 1873 – Nini Roll Anker, norweska pisarka (zm. 1942)
- 1875 – Dawid Helman, polski laryngolog pochodzenia żydowskiego (zm. 1942)
- 1876 – Jan Maciaszek, polski prawnik, polityk, prezydent Bydgoszczy (zm. 1932)
- 1879 – Alice Masaryková, czechosłowacka pierwsza dama, działaczka społeczna (zm. 1966)
- 1880 – Stanisław Franciszek Wyżykowski, polski major audytor, prawnik, adwokat, sędzia, notariusz (zm. 1940)
- 1881:
  - Alfred Henrici, polski ziemianin, wojskowy, samorządowiec, burmistrz Nieświeża (zm. 1947)
  - Jan Nikodem Jaroń, polski poeta, dramaturg, powstaniec śląski (zm. 1922)
- 1882 – Wassan-Girej Dżabagijew, północnokaukaski polityk, emigracyjny dziennikarz i publicysta (zm. 1961)
- 1885:
  - Johnny Aitken, amerykański kierowca wyścigowy (zm. 1918)
  - Robert Grabow, niemiecki polityk (zm. 1945)
  - Max Volmer, niemiecki chemik, wykładowca akademicki (zm. 1965)
- 1886 – Marcel Dupré, francuski organista, pianista, kompozytor, pedagog (zm. 1971)
- 1887 – Jan Adamski, polski lekarz, bakteriolog, wirusolog, wykładowca akademicki (zm. 1966)
- 1888:
  - Władysław Belina-Prażmowski, polski pułkownik kawalerii, samorządowiec, prezydent Krakowa (zm. 1938)
  - Stefan Felsztyński, polski malarz (zm. 1966)
  - Józef María Robles Hurtado, meksykański duchowny katolicki, męczennik, święty (zm. 1927)
- 1889:
  - Beulah Bondi, amerykańska aktorka (zm. 1981)
  - Antonius Colenbrander, holenderski jeździec sportowy (zm. 1929)
  - Gottfried Fuchs, niemiecki piłkarz pochodzenia żydowskiego (zm. 1972)
  - Aleksander Rosiński, polski kapitan, działacz niepodległościowy (zm. 1939)
- 1891:
  - Franciszek Barteczek, polski nauczyciel, działacz społeczny, kapitan piechoty (zm. 1983)
  - Curt Froboese, niemiecki patolog, wykładowca akademicki (zm. 1994)
  - Tadeusz Peiper, polski poeta, krytyk i teoretyk poezji, prozaik (zm. 1969)
  - Friedrich Schmidtke, niemiecki duchowny i teolog katolicki (zm. 1969)
- 1892:
  - Stanisław Mertens, polski, białoruski i radziecki działacz komunistyczny (zm. 1937)
  - George Thomson, brytyjski fizyk, laureat Nagrody Nobla (zm. 1975)
  - Jacob Viner, amerykański ekonomista pochodzenia kanadyjskiego (zm. 1970)
  - Alaksandr Walkowicz, białoruski polityk (zm. 1937)
- 1893:
  - Konstantin Gamsachurdia, gruziński pisarz, tłumacz (zm. 1975)
  - Światosław Szramczenko, ukraiński kapitan-porucznik, polityk, emigracyjny działacz narodowy, publicysta, pisarz, filatelista (zm. 1958)
- 1894:
  - Boris Dwinski, radziecki polityk (zm. 1973)
  - Zygmunt Włodzimierz Skórzewski, polski ziemianin, rotmistrz (zm. 1974)
- 1895:
  - Ernst Kantorowicz, niemiecki historyk, mediewista pochodzenia żydowskiego (zm. 1963)
  - Karol Stojanowski, polski antropolog, działacz polityczny, harcmistrz (zm. 1947)
- 1896:
  - Karl Allmenröder, niemiecki pilot wojskowy, as myśliwski (zm. 1990)
  - Antoni Chudzikiewicz, polski oficer (zm. 1978)
  - Dodie Smith, brytyjska pisarka, dramatopisarka (zm. 1990)
- 1897:
  - Krishna Menon, indyjski prawnik, ekonomista, polityk (zm. 1974)
  - Marian Henryk Serejski, polski historyk, mediewista (zm. 1975)
- 1898:
  - Golda Meir, izraelska polityk, premier Izraela (zm. 1978)
  - Jan Obalski, polski metrolog, wykładowca akademicki (zm. 1968)
- 1899:
  - Gordon Apps, brytyjski pilot wojskowy, as myśliwski (zm. 1931)
  - Juliette Compton, amerykańska aktorka (zm. 1989)
  - Tadeusz Franciszek Foryś, polski major saperów, inżynier (zm. 1940)
  - Aline MacMahon, amerykańska aktorka (zm. 1991)
  - Cyril Potter, gujański kompozytor, pedagog (zm. 1981)
  - Paulino Uzcudun, hiszpański bokser narodowości baskijskiej (zm. 1985)
- 1900:
  - Maks Bożyk, polski aktor pochodzenia żydowskiego (zm. 1970)
  - Władysław Miazio, polski zapaśnik, trener zapasów i podnoszenia ciężarów (zm. 1972)
  - Fiodor Nikitin, radziecki aktor (zm. 1988)
  - Józef Turski, polski generał brygady (zm. 1986)
- 1901:
  - Gino Cervi, włoski aktor (zm. 1974)
  - Stanisław Płoski, polski architekt, wykładowca akademicki (zm. 1968)
  - Zofia Radwańska-Paryska, polska botanik, taterniczka, pisarka (zm. 2001)
  - Halina Rapacka, polska aktorka, scenarzystka, dramatopisarka (zm. 1979)
  - Ebbe Schwartz, duński działacz piłkarski, pierwszy prezydent UEFA (zm. 1964)
- 1902:
  - Alfred Kastler, francuski fizyk, laureat Nagrody Nobla (zm. 1984)
  - Janusz Strzałecki, polski malarz (zm. 1983)
- 1903:
  - Ferdinand Adams, belgijski piłkarz, trener (zm. 1992)
  - Bing Crosby, amerykański aktor, piosenkarz (zm. 1977)
  - Janina Karasiówna, polska major AK, współzałożycielka Służby Zwycięstwu Polski, teozofka (zm. 1948)
  - Maria Łęczycka, polska pisarka (zm. 1993)
  - Georges Politzer, francuski filozof, działacz komunistyczny, uczestnik ruchu oporu pochodzenia węgiersko-żydowskiego (zm. 1942)
- 1904:
  - Nikołaj Kabak, radziecki sierżant (zm. 1979)
  - Maria Skibniewska, polska tłumaczka (zm. 1984)
- 1905:
  - George Bidwell, brytyjski pisarz, publicysta (zm. 1989)
  - Jakub Chlebowski, polski lekarz internista, wykładowca akademicki, publicysta, działacz społeczny pochodzenia żydowskiego (zm. 1969)
  - Estera Kowalska, polska aktorka pochodzenia żydowskiego (zm. 1980)
  - Erich Möller, niemiecki kolarz szosowy i torowy (zm. 1964)
  - Adelino da Palma Carlos, portugalski naukowiec, adwokat, polityk, premier Portugalii (zm. 1992)
- 1906:
  - Mary Astor, amerykańska aktorka (zm. 1987)
  - Stanisław Osostowicz, polski malarz (zm. 1939)
  - Pierre Vilar, francuski historyk (zm. 2003)
- 1907:
  - Carl Henry Alström, szwedzki psychiatra (zm. 1993)
  - Oleg Kierbikow, rosyjski psychiatra (zm. 1965)
  - Dorothy Young, amerykańska aktorka, tancerka, pisarka (zm. 2011)
- 1908 – Stanisław Buratyński, polski historyk, archeolog, działacz społeczny (zm. 1994)
- 1909 – Karl Gruber, austriacki polityk, dyplomata (zm. 1995)
- 1910:
  - Crox Alvarado, meksykański aktor pochodzenia kostarykańskiego (zm. 1984)
  - Jelena Jungier, rosyjska aktorka (zm. 1999)
- 1911 – Stanisław Kryczyński, polski historyk, orientalista pochodzenia tatarskiego (zm. 1941)
- 1912 – Władysław Kiernicki, polski duchowny katolicki, biskup pomocniczy lwowski (zm. 1995)
- 1913:
  - William Inge, amerykański prozaik, dramaturg, scenarzysta filmowy (zm. 1973)
  - Heinz Kohut, austriacki psychoanalityk (zm. 1981)
- 1914:
  - Hubert Mohr, niemiecki pallotyn, historyk (zm. 2011)
  - Martí de Riquer, hiszpański historyk, filolog (zm. 2013)
- 1915:
  - Stanisław Nawrocki, polski jezuita, teolog, rekolekcjonista (zm. 1986)
  - Jan Zemek, czeski podpułkownik, cichociemny (zm. 1994)
- 1916:
  - Pierre Emmanuel, francuski poeta i eseista katolicki (zm. 1984)
  - Christo Iwanow, bułgarski chemik, wykładowca akademicki (zm. 2004)
  - Stanisław Michalski, polski duchowny katolicki, kapelan emigracji, pułkownik artylerii (zm. 2003)
  - Florian Zarzycki, polski partyzant (zm. 1944)
- 1917:
  - Stanisław Będkowski, polski architekt (zm. 1985)
  - Kiro Gligorow, macedoński polityk, prezydent Macedonii (zm. 2012)
- 1918 – Florian Białka, polski kleryk katolicki, Sługa Boży (zm. 1940)
- 1919:
  - Leonid Daniluk, radziecki podpułkownik (zm. 1986)
  - Pete Seeger, amerykański piosenkarz, działacz komunistyczny (zm. 2014)
- 1920:
  - Nikołaj Jegoryczew, radziecki polityk, dyplomata (zm. 2005)
  - John Lewis, amerykański pianista i kompozytor jazzowy (zm. 2001)
  - Gregorio Rojo, hiszpański lekkoatleta, długodystansowiec, trener (zm. 2006)
- 1921:
  - Sugar Ray Robinson, amerykański bokser (zm. 1989)
  - Vasco dos Santos Gonçalves, portugalski generał, polityk, premier Portugalii (zm. 2005)
  - Joris Verhaegen, belgijski samorządowiec, polityk, eurodeputowany (zm. 1981)
- 1922:
  - Boris Dmitrijewski, radziecki czołgista (zm. 1945)
  - Halina Kurkowska, polska językoznawczyni, wykładowczyni akademicka (zm. 1983)
  - Bogusław Rybski, polski harcmistrz (zm. 2007)
- 1923:
  - Mirosław Azembski, polski reportażysta, dziennikarz, publicysta (zm. 1988)
  - Tadeusz Mycek, polski architekt, rysownik, portrecista (zm. 2019)
- 1924:
  - Mimi Aarden, holenderska śpiewaczka operowa (mezzosopran) (zm. 2013)
  - Jehuda Amichaj, izraelski poeta (zm. 2000)
  - Jan Paweł Gawlik, polski teatrolog, eseista, krytyk literacki, dramaturg, publicysta (zm. 2017)
  - Bohdana Majda, polska aktorka (zm. 1995)
  - Isadore Singer, amerykański matematyk, wykładowca akademicki pochodzenia żydowskiego (zm. 2021)
  - Stefan Wicik, polski śpiewak operowy (tenor) (zm. 2001)
- 1925:
  - Joanis Butos, grecki prawnik, polityk, eurodeputowany (zm. 2004)
  - Robert Jonquet, francuski piłkarz (zm. 2008)
  - Mirjam Karoli, izraelska artystka, graficzka (zm. 1994)
  - Olivera Marković, serbska aktorka (zm. 2011)
  - Alicja Ursyn-Szantyrówna, polska aktorka (zm. 2008)
- 1926:
  - Matt Baldwin, kanadyjski curler (zm. 2023)
  - Ann B. Davis, amerykańska aktorka (zm. 2014)
  - Benon Liberski, polski malarz, grafik, rysownik, pedagog (zm. 1983)
  - Gieorgij Mosołow, rosyjski pilot doświadczalny (zm. 2018)
- 1927 – Stanley Kronenberg, amerykański fizyk jądrowy, filatelista pochodzenia polskiego (zm. 2000)
- 1928:
  - Dezső Bundzsák, węgierski piłkarz, trener (zm. 2010)
  - Louis Gelineau, amerykański duchowny katolicki, biskup Providence (zm. 2024)
  - Jerzy Smurzyński, polski dziennikarz
- 1929:
  - Recep Adanır, turecki piłkarz (zm. 2017)
  - Per-Ingvar Brånemark, szwedzki ortopeda (zm. 2014)
  - Per-Erik Larsson, szwedzki biegacz narciarski (zm. 2008)
- 1930:
  - William Franklin, amerykański duchowny katolicki, biskup Davenport
  - Juan Gelman, argentyński poeta (zm. 2014)
  - Stefan Laube, polski farmaceuta, pułkownik, uczestnik powstania warszawskiego, działacz kombatancki (zm. 2022)
  - Yvonne Sherman, amerykańska łyżwiarka figurowa (zm. 2005)
  - Jan Zagozda, polski dziennikarz radiowy (zm. 2018)
- 1931:
  - Jiřina Bohdalová, czeska aktorka
  - Irena Frisch, polsko-amerykańska pisarka pochodzenia żydowskiego (zm. 2021)
  - Adam Kotas, polski geolog, wykładowca akademicki (zm. 2007)
  - Aldo Rossi, włoski architekt, designer, publicysta (zm. 1997)
  - Wasilij Rudienkow, radziecki lekkoatleta, młociarz (zm. 1982)
- 1932:
  - Odiseas Eskidzoglu, grecki żeglarz sportowy (zm. 2018)
  - Marija Itkina, białoruska lekkoatletka, sprinterka (zm. 2020)
  - Zbigniew Stepek, polski prozaik, reporter, wspinacz (zm. 1973)
- 1933:
  - James Brown, amerykański piosenkarz, instrumentalista, kompozytor (zm. 2006)
  - Alex Cord, amerykański aktor (zm. 2021)
  - Andrzej Jarecki, polski satyryk, poeta, krytyk teatralny (zm. 1993)
  - Stanisław Kociołek, polski socjolog, polityk, członek Biura Politycznego KC PZPR, poseł na Sejm PRL, wicepremier, dyplomata (zm. 2015)
  - Steven Weinberg, amerykański fizyk teoretyk, laureat Nagrody Nobla (zm. 2021)
- 1934:
  - Henry Cooper, brytyjski bokser (zm. 2011)
  - Chryzostom (Martiszkin), litewski duchowny prawosławny, metropolita wileński i litewski (zm. 2025)
  - Georges Moustaki, francuski piosenkarz, kompozytor (zm. 2013)
- 1935:
  - Giulio Brogi, włoski aktor (zm. 2019)
  - Luc Matthys, belgijski duchowny katolicki, biskup Armidale (zm. 2021)
  - Sture Ohlin, szwedzki biathlonista (zm. 2023)
- 1936:
  - Mehmet Güney, turecki prawnik, sędzia (zm. 2024)
  - Bohdan Kieszkowski, polski społecznik, działacz oświatowy
  - Charles-Ferdinand Nothomb, belgijski ekonomista, polityk, przewodniczący Izby Reprezentantów, minister spraw wewnętrznych (zm. 2023)
  - José Torres, portorykański bokser (zm. 2009)
- 1937:
  - Hans Cieslarczyk, niemiecki piłkarz, trener (zm. 2020)
  - Joanna Jedlewska, polska aktorka, choreograf, pedagog (zm. 1972)
  - Salvatore Giovanni Rinaldi, włoski duchowny katolicki, biskup Acerra
- 1938:
  - Arkadij Inin, rosyjski pisarz, publicysta, scenarzysta filmowy
  - Umar Abd ar-Rahman, egipski działacz muzułmański, polityk, terrorysta (zm. 2017)
  - Louis Tobback, belgijski polityk
- 1939:
  - Marek Freudenreich, polski grafik, plakacista, pedagog
  - Dennis O’Neil, amerykański pisarz, autor komiksów (zm. 2020)
- 1940:
  - David Koch, amerykański miliarder, przedsiębiorca, aktywista polityczny (zm. 2019)
  - Jędrzej Krakowski, polski ekonomista, dyplomata (zm. 2022)
  - Clemens Westerhof, holenderski trener piłkarski
- 1941:
  - Nona Gaprindaszwili, gruzińska szachistka
  - Krzysztof Korosadowicz, polski brydżysta (zm. 2018)
  - Kornel Morawiecki, polski fizyk, wykładowca akademicki, polityk, poseł na Sejm RP, założyciel i przewodniczący „Solidarności Walczącej” (zm. 2019)
- 1942:
  - Věra Čáslavská, czeska gimnastyczka (zm. 2016)
  - Butch Otter, amerykański polityk, gubernator Idaho
  - Antoni Piechniczek, polski trener i działacz piłkarski, polityk, senator RP
- 1943:
  - Witold Dębicki, polski aktor
  - Kirił Pandow, bułgarski bokser
  - Jim Risch, amerykański polityk, senator
- 1944:
  - Peter Doyle, brytyjski duchowny katolicki, biskup Northampton
  - Gernot Erler, niemiecki polityk
  - Twins Seven-Seven, nigeryjski malarz, rzeźbiarz, aktor, poeta, muzyk (zm. 2011)
  - Marina Zalewska, polska psycholog (zm. 2022)
- 1945:
  - Jörg Drehmel, niemiecki lekkoatleta, trójskoczek
  - Zygmunt Maszczyk, polski piłkarz
  - Bożena Pytel, polska szachistka
  - Tadeusz Rydzyk, polski duchowny katolicki, redemptorysta, założyciel Radia Maryja' i Telewizji Trwam
- 1946:
  - Silvino Francisco, południowoafrykański snookerzysta (zm. 2024)
  - Marian Kustra, polski prozaik, poeta, eseista
  - Rabah Saâdane, algierski piłkarz, trener
- 1947:
  - Götz Aly, niemiecki historyk, dziennikarz
  - Lesław Ćmikiewicz, polski piłkarz, trener
  - Christian Dupont, belgijski i waloński samorządowiec, polityk
  - Doug Henning, kanadyjski magik, iluzjonista, polityk (zm. 2000)
  - Ana Karamanu, grecka działaczka związkowa, feministka, polityk
- 1948:
  - Czesław Bielecki, polski architekt, publicysta, polityk, poseł na Sejm RP pochodzenia żydowskiego
  - Paul Ouédraogo, burkiński duchowny katolicki, arcybskup Bobo-Dioulasso
- 1949:
  - Ron Canada, amerykański prezenter telewizyjny, aktor
  - Jerzy Chorąży, polski rolnik, polityk, senator RP (zm. 2002)
  - Leopoldo Luque, argentyński piłkarz (zm. 2021)
  - Wiktor Pysz, polski hokeista, trener (zm. 2024)
  - Ron Wyden, amerykański polityk, senator
  - Annerösli Zryd, szwajcarska narciarka alpejska
- 1950:
  - Anatol (Botnar), mołdawski biskup prawosławny
  - Mary Hopkin, walijska piosenkarka
  - Gani Kasymow, kazachski polityk
  - Zofia Majerczyk, polska biegaczka narciarska
  - Dragan Veselinov, serbski ekonomista, politolog, polityk
- 1951:
  - Jan Krzysztof Bielecki, polski ekonomista, bankowiec, polityk, premier RP
  - Grażyna Brodzińska, polska śpiewaczka operowa, aktorka
  - Christopher Cross, amerykański piosenkarz, kompozytor
  - Pierre Lellouche, francuski polityk
  - Massimo Ranieri, włoski piosenkarz
  - Angelo Spinillo, włoski duchowny katolicki, biskup Aversy
  - Hilarion (Szukało), ukraiński biskup prawosławny
  - Tatjana Tołstoj, rosyjska pisarka
- 1952:
  - Eugeniusz Matyjas, polski prawnik, działacz opozycji antykomunistycznej, polityk, wojewoda leszczyński (zm. 2023)
  - Janusz Niczyporowicz, polski pisarz (zm. 2009)
  - António Luciano dos Santos Costa, portugalski duchowny katolicki, biskup Viseu
  - Joseph Tobin, amerykański duchowny katolicki, arcybiskup Newark, kardynał
  - Allan Wells, szkocki lekkoatleta, sprinter
- 1953:
  - Tadeusz Chwałka, polski górnik, związkowiec (zm. 2015)
  - Jurij Gawriłow, rosyjski piłkarz, trener
  - Rustum Ghazala, syryjski generał, oficer służb specjalnych (zm. 2015)
  - Hans Känel, szwajcarski kolarz szosowy i torowy
  - Flor Núñez, wenezuelska aktorka
  - Monika Płatek, polska prawnik, wykładowczyni akademicka, feministka
  - Francesco Profumo, włoski inżynier, wykładowca akademicki, polityk
  - Marek Samselski, polski pisarz, felietonista, szaradzista
  - Stephen Warbeck, brytyjski kompozytor
- 1954:
  - Sverker Göranson, szwedzki generał
  - Zbigniew Musiał, polski prawnik, polityk, poseł na Sejm RP
  - Viktors Ņesterenko, łotewski piłkarz, trener pochodzenia ukraińskiego
- 1955:
  - Pascal Languirand, kanadyjski muzyk, członek zespołów: Trans-X, Cybernium i Live On Video
  - Jean Lassalle, francuski samorządowiec, polityk
  - Ołeksandr Mocyk, ukraiński dyplomata
  - Zbigniew Osiński, polski artysta plastyk
  - Zbigniew Włosowicz, polski prawnik, dyplomata
- 1956:
  - Natalja Andriejczenko, rosyjska aktorka
  - Bernd Förster, niemiecki piłkarz
  - Wilfried Haslauer junior, austriacki polityk, starosta krajowy Salzburga
  - Patrick Phiri, zambijski piłkarz, trener
  - Gillian Rolton, australijska jeźdźczyni sportowa (zm. 2017)
  - Akio Toyoda, japoński kierowca rajdowy, przedsiębiorca
  - Maria Trebunia, polska biegaczka narciarska
- 1957:
  - Jolanta Choińska-Mika, polska historyk, wykładowczyni akademicka
  - Arockia Sebastian Durairaj, indyjski duchowny katolicki, arcybiskup metropolita Bhopal
  - Peter Ihnačák, słowacki hokeista, trener
  - Marek Martinek, polski geolog, dyplomata (zm. 2021)
  - Piotr Masojć, polski profesor nauk rolniczych
  - Ewa Sałacka, polska aktorka (zm. 2006)
  - Stephen M. Veazey, amerykański duchowny, Prezydent-Prorok Społeczności Chrystusa
  - Wołodymyr Żurawczak, ukraiński piłkarz, trener
- 1958:
  - Kevin Kilner, amerykański aktor
  - Kazimierz Plocke, polski samorządowiec, polityk, poseł na Sejm RP
  - Kelvin Ransey, amerykański koszykarz
  - Bill Sienkiewicz, amerykański malarz pochodzenia polskiego, grafik, autor komiksów
  - Sandi Toksvig, brytyjska aktorka, prezenterka, komik pochodzenia duńskiego
- 1959:
  - Carlos De León, portorykański bokser (zm. 2020)
  - Ben Elton, brytyjski komik, pisarz, reżyser
  - Eddie Niedzwiecki, walijski piłkarz, bramkarz, trener pochodzenia polskiego
  - Michie Koyama, japońska pianistka
  - Vincenzo Pisanello, włoski duchowny katolicki, biskup Orii
- 1960:
  - Kazimierz Buda, polski piłkarz, trener
  - Kathy Cook, brytyjska lekkoatletka, sprinterka
  - Włodzimierz Czarzasty, polski polityk, wicemarszałek Sejmu RP
  - Adam Sikora, polski operator i reżyser filmowy, fotografik, malarz
  - Amy Steel, amerykańska aktorka
- 1961:
  - Steve McClaren, angielski piłkarz, trener
  - Bryce Edgmon, amerykański polityk
  - Giovanni Roman, polski polityk, poseł na Sejm RP
  - David Vitter, amerykański polityk, senator
  - Ansgar Wessling, niemiecki wioślarz
  - Ołeksandr Zinowjew, ukraiński kolarz szosowy (zm. 2005)
- 1962:
  - Marian Jaszewski, polski chirurg, polityk, senator RP
  - Edward Lucas, brytyjski dziennikarz
  - Jamie Reeves, brytyjski strongman
  - Michael Saporito, amerykański duchowny katolicki, biskup pomocniczy Newark
- 1963:
  - Jeff Hornacek, amerykański koszykarz, trener
  - Andrzej Jeż, polski duchowny katolicki, biskup tarnowski
- 1964:
  - István Brockhauser, węgierski piłkarz, bramkarz
  - Robert Kościelniakowski, polski szablista
  - Andrzej Kraiński, polski muzyk, kompozytor, wokalista, lider zespołu Kobranocka
- 1965:
  - Bae Ki-tae, południowokoreański łyżwiarz szybki
  - Rob Brydon, walijski aktor, komik
  - Fran Escribá, hiszpański piłkarz, trener
  - Jarosław Grzędowicz, polski pisarz science fiction
  - Władysław Hoc, polski prozaik, poeta, malarz (zm. 2006)
  - John Jensen, duński piłkarz, trener
  - Michaił Prochorow, rosyjski przedsiębiorca, miliarder
- 1966:
  - Wojciech Choroba, polski piłkarz
  - Katrin Göring-Eckardt, niemiecka polityk
  - Henriette Kjær, duńska polityk
  - Volker Mai, niemiecki lekkoatleta, trójskoczek
  - Darren Morgan, walijski snookerzysta
  - Ambrose Pitchaimuthu, indyjski duchowny katolicki, biskup Vellore
- 1967:
  - Maria Despas, australijska narciarka dowolna
  - Artis Kampars, łotewski przedsiębiorca, polityk
  - Slavomír Kňazovický, słowacki kajakarz, kanadyjkarz
  - André Olbrich, niemiecki gitarzysta, członek zespołu Blind Guardian
  - Krzysztof Uniłowski, polski krytyk literacki (zm. 2019)
- 1968:
  - Debora Caprioglio, włoska aktorka
  - Nina Paley, amerykańska rysowniczka, animatorka
  - Amy Ryan, amerykańska aktorka
- 1969:
  - Norbert Haimberger, austriacki judoka
  - Marcin Korbacz, polski perkusista, członek zespołów Mafia i De Mono
  - Olaf Stuger, holenderski polityk
  - Chris Zoricich, nowozelandzki piłkarz
- 1970:
  - Dariusz Banaszek, polski kolarz szosowy, dyrektor sportowy
  - Ossi Oikarinen, fiński inżynier w zespołach Formuły 1
- 1971:
  - Bobby Cannavale, amerykański aktor pochodzenia włosko-kubańskiego
  - Douglas Carswell, brytyjski polityk
  - Ksienija Kaczalina, rosyjska aktorka
  - Ołeksandr Sawycki, ukraiński hokeista, trener
  - Wang Yan, chińska lekkoatletka, chodziarka
- 1972:
  - Reza Aslan, irańsko-amerykański religioznawca, badacz kultur, komentator polityczny, pisarz
  - Stephen Barclay, brytyjski polityk
  - Shonie Carter, amerykański zawodnik sportów walki
  - Anca Dana Dragu, rumuńska ekonomistka, polityk
  - Wiaczesław Kozłow, rosyjski hokeista, trener
  - Sereine Mauborgne, francuska polityk
  - Mark Morrison, brytyjski piosenkarz
  - Richard Nemec, słowacki siatkarz
  - Roman Smogorzewski, polski samorządowiec, prezydent Legionowa
  - Radosław Wasiak, polski piłkarz ręczny
  - Marek Wesoły, polski przedsiębiorca, samorządowiec, polityk, poseł na Sejm RP
- 1973:
  - Gharib Amzine, marokański piłkarz
  - Jamie Baulch, brytyjski lekkoatleta, sprinter
  - Rea Garvey, irlandzki piosenkarz, autor tekstów
  - Maciej Kaca, polski koszykarz
  - Andrzej Michalak, polski chorąży, starszy technik pokładowy (zm. 2010)
  - Michael Reiziger, holenderski piłkarz, trener
  - Jennifer Tung, amerykańska aktorka, kaskaderka
  - Olha Zacharowa, ukraińska wspinaczka
- 1974:
  - Jukka Hentunen, fiński hokeista
  - Joseph Kosinski, amerykański reżyser, grafik komputerowy pochodzenia polsko-kanadyjskiego
  - Ołeksandr Kowal, ukraiński piłkarz
  - George Olteanu, rumuński bokser
  - Pedro Rizzo, brazylijski zawodnik MMA
  - Romuald Wicza-Pokojski, polski reżyser, dramaturg, animator kultury
- 1975:
  - Arnaldo Espínola, paragwajski piłkarz
  - Magdalena Gałkowska, polska poetka
  - Christina Hendricks, amerykańska aktorka
  - Dulé Hill, amerykański aktor
  - Robert Jaworski, polski muzyk folkowy, autor tekstów
  - Valentino Lanús, meksykański aktor, model
  - Rafał Mohr, polski aktor
  - Mariusz Popielarz, polski samorządowiec, polityk, poseł na Sejm RP
  - Wasyl Saczko, ukraiński piłkarz, trener
  - Farhad Safinia, amerykański scenarzysta i producent filmowy pochodzenia irańskiego
  - Robert Slippens, holenderski kolarz torowy
  - Cezary Zbierzchowski, polski pisarz
- 1976:
  - Beto, portugalski piłkarz
  - Tabarak Dar, pakistański krykiecista
  - Alexander Gerst, niemiecki geofizyk, astronauta
  - Eduard Heger, słowacki polityk, premier Słowacji
  - Chasity Melvin, amerykańska koszykarka
  - Constant Tamboucha, gaboński piłkarz
- 1977:
  - Alessandro Battilocchio, włoski prawnik, polityk
  - Maria Magdalena Dumitrache, rumuńska wioślarka
  - Amar Ferhatović, bośniacki piłkarz
  - Dirk Lippits, holenderski wioślarz
  - Tyronn Lue, amerykański koszykarz, trener
  - Marjam Mirzachani, irańska matematyk, wykładowczyni akademicka (zm. 2017)
  - Susan O’Connor, kanadyjska curlerka
  - Ben Olsen, amerykański piłkarz
  - Nicola Thost, niemiecka snowboardzistka
  - Noel Valladares, honduraski piłkarz, bramkarz
- 1978:
  - Paul Banks, amerykański wokalista, gitarzysta, członek zespołu Interpol
  - Franziska Giffey, niemiecka działaczka samorządowa, burmistrz Berlina
  - Doris Günther, austriacka snowboardzistka
  - Michaił Kobalija, rosyjski szachista, trener
  - Dai Tamesue, japoński lekkoatleta, płotkarz
- 1979:
  - Anna Róża Burzyńska, polska doktor nauk humanistycznych
  - Simone Hauswald, niemiecka biathlonistka
  - Huang Wan-ju, tajwańska lekkoatletka, tyczkarka
  - Phil Jaques, australijski krykiecista
  - Mariusz Ostrowski, polski aktor
  - Irving Rubirosa, meksykański piłkarz, trener
  - Csaba Schmidt, węgierski chemik, samorządowiec, polityk, burmistrz Tatabánya (zm. 2023)
  - Salvador Zerboni, meksykański aktor
- 1980:
  - Ama K. Abebrese, brytyjska aktorka, producentka filmowa, prezenterka telewizyjna pochodzenia ghańskiego
  - Eduard Lewandowski, niemiecki hokeista pochodzenia rosyjskiego
  - Beata Makaruk, polska lekkoatletka, sprinterka
  - Mozhan Marnò, amerykańska aktorka pochodzenia irańskiego
  - Zuzana Ondrášková, czeska tenisistka
  - Jérémy Pouge, francuski wioślarz
  - Ruth Sheldon, brytyjska szachistka
  - Kim Stacey, amerykańska snowboardzistka
- 1981:
  - Oana Chirilă, rumuńska piłkarka ręczna
  - Murilo Endres, brazylijski siatkarz
  - Stéphanie Foretz, francuska tenisistka
  - Éric Hassli, francuski piłkarz
  - Stefan Henze, niemiecki kajakarz (zm. 2016)
  - Fernando Menegazzo, brazylijski piłkarz
  - Darcy Robinson, kanadyjsko-włoski hokeista (zm. 2007)
- 1982:
  - Juan Carlos Cacho, meksykański piłkarz
  - Irakli Cirekidze, gruziński judoka
  - Rebecca Hall, brytyjska aktorka
  - Joo Hyun-jung, południowokoreańska łuczniczka
  - Katarzyna Maciąg, polska aktorka
- 1983:
  - Abelyn Broughton, amerykańska wioślarka
  - Romeo Castelen, holenderski piłkarz pochodzenia surinamskiego
  - Jérôme Clavier, francuski lekkoatleta, tyczkarz
  - Myriam Fares, libańska piosenkarka, aktorka
  - Márton Fülöp, węgierski piłkarz, bramkarz (zm. 2015)
  - Jonas Kamper, duński piłkarz
  - Thomas Lobben, norweski skoczek narciarski, trener
  - Alin George Moldoveanu, rumuński strzelec sportowy
  - Breidis Prescott, kolumbijski bokser
  - Bogumiła Raulin, polska himalaistka, szybowniczka, podróżniczka
  - Łukasz Szelecki, polski prawnik, politolog, dziennikarz
  - Satoru Yamagishi, japoński piłkarz
- 1984:
  - Cheryl Burke, amerykańska tancerka
  - Stefano Gattuso, włoski kierowca wyścigowy
  - Tiago Prado, brazylijski piłkarz
  - Ludmiła Sapowa, rosyjska koszykarka
  - Takanori Sugeno, japoński piłkarz, bramkarz
- 1985:
  - Carlos Chinin, brazylijski lekkoatleta, wieloboista
  - Erin Densham, australijska triathlonistka
  - Agustín Íñiguez, hiszpański piłkarz
  - Heinrich Isaacks, namibijski piłkarz
  - Kanu, brazylijski piłkarz
  - Daniła Kozłowski, rosyjski aktor, reżyser, scenarzysta i producent filmowy
  - Ezequiel Lavezzi, argentyński piłkarz
  - André Lima, brazylijski piłkarz
  - Młody M, polski raper
  - Nowator, polski raper, piosenkarz, muzyk, kompozytor, autor tekstów
  - Maciej Piszek, polski pianista
  - Alan Powell, amerykański piosenkarz, kompozytor, aktor
  - Ramón, hiszpański piosenkarz
  - Raphael Rohrer, liechtensteiński piłkarz
  - Érica de Sena, brazylijska lekkoatletka, chodziarka
  - Janelle Shepherd, australijska judoczka
  - Meagan Tandy, amerykańska aktorka, modelka
  - Joseph Valtellini, kanadyjski kick-boxer pochodzenia włoskiego
- 1986:
  - Homer Bailey, amerykański baseballista
  - Mads Christiansen, duński piłkarz ręczny
  - Kaciaryna Dziehalewicz, białoruska tenisistka
  - Melanie South, brytyjska tenisistka
  - Aleksandra Tierientiewa, rosyjska wioślarka
- 1987:
  - Michael Kiwanuka, brytyjski piosenkarz, gitarzysta, autor piosenek pochodzenia ugandyjskiego
  - Mateusz Kowalczyk, polski tenisista
  - Osmar Molinas, paragwajski piłkarz
  - Brando Vaʻaulu, nowozelandzki rugbysta
- 1988:
  - Agnieszka Ceglarek, polska lekkoatletka, sprinterka
  - Roman Kliś, polski sztangista (zm. 2017)
  - Anders Lindbäck, szwedzki hokeista, bramkarz
  - Kaya Turski, kanadyjska narciarka dowolna pochodzenia polskiego
- 1989:
  - Mohamed Abarhoun, marokański piłkarz (zm. 2020)
  - Katinka Hosszú, węgierska pływaczka
  - Shen Jingsi, chińska siatkarka
  - Selah Sue, belgijska piosenkarka, autorka tekstów, kompozytorka
  - Rok Tičar, słoweński hokeista
  - Marcelina Zawisza, polska działaczka społeczna, polityk, poseł na Sejm RP
- 1990:
  - Sorondzonboldyn Batceceg, mongolska zapaśniczka
  - Alexandra Cadanțu, rumuńska tenisistka
  - Artiom Jarczuk, rosyjski hokeista (zm. 2011)
  - Maddy O’Reilly, amerykańska aktorka pornograficzna
  - James Pattinson, australijski krykiecista
  - Tomasz Wendt, polski saksofonista jazzowy, kompozytor
  - Burcu Yüksel, turecka lekkoatletka, skoczkini wzwyż
- 1991:
  - Carlo Acutis, włoski internauta, błogosławiony, czcigodny Sługa Boży (zm. 2006)
  - Wa’il Dżalluz, tunezyjski piłkarz ręczny
  - Mateusz Kamiński, polski kajakarz, kanadyjkarz
- 1992:
  - Mohamed Amine Ben Amor, tunezyjski piłkarz
  - Walentin Gołubiew, rosyjski siatkarz
  - Piotr Kantor, polski siatkarz plażowy
  - Nikola Radosová, słowacka siatkarka
- 1993:
  - Zoë Belkin, kanadyjska aktorka
  - Albiert Jarullin, rosyjski hokeista
  - Konstandinos Jenidunias, grecki piłkarz wodny
  - Luka Kalan, słoweński hokeista
  - Alex Pritchard, angielski piłkarz
- 1994:
  - Soufiane Bouftini, marokański piłkarz
  - Omar Browne, panamski piłkarz
  - José Antonio Caro, hiszpański piłkarz, bramkarz
  - Matías Gutiérrez, chilijski piłkarz
  - Siboniso Ngwenya, suazyjski piłkarz
  - Matt Rao, brytyjski kierowca wyścigowy
  - Jessica Sula, brytyjska aktorka
  - Metin Toy, turecki siatkarz
- 1995:
  - Gina Bass, gambijska lekkoatletka, sprinterka
  - Celeste Buckingham, słowacka piosenkarka pochodzenia amerykańsko-szwajcarskiego
  - Iwan Bukawszyn, rosyjski szachista (zm. 2016)
  - Nadica Dragutinović, serbska siatkarka
  - Anwar El Ghazi, holenderski piłkarz pochodzenia marokańskiego
  - Adrien Fourmaux, francuski kierowca rajdowy
  - Sukanya Srisurat, tajska sztangistka
  - Senbere Teferi, etiopska lekkoatletka, biegaczka średnio- i długodystansowa
- 1996:
  - Chürelchüügijn Bolortujaa, mongolska zapaśniczka
  - Mary Cain, amerykańska lekkoatletka, biegaczka średniodystansowa
  - Sara Fajira, indonezyjska piosenkarka
  - Andro Giorgadze, gruziński piłkarz
  - Alex Iwobi, nigeryjski piłkarz
  - Morten Konradsen, norweski piłkarz
  - Noah Munck, amerykański aktor
  - Kamila Przybyła, polska lekkoatletka, tyczkarka
  - Domantas Sabonis, litewski koszykarz
  - Sašo Štalekar, słoweński siatkarz
- 1997:
  - Lisa Boattin, włoska piłkarka
  - Desiigner, amerykański raper, piosenkarz, autor tekstów
  - Ivana Jorović, serbska tenisistka
  - Clément Noël, francuski narciarz alpejski
  - Lilian Rengeruk, kenijska lekkoatletka, biegaczka długodystansowa
- 1998:
  - Diego Camargo, kolumbijski kolarz szosowy
  - Jake Hanes, amerykański siatkarz
  - Mikołaj Kurpisz, polski koszykarz
- 1999:
  - Lennart Czyborra, niemiecki piłkarz
  - Aliou Badara Faty, senegalski piłkarz, bramkarz
  - Djamel Sejati, algierski lekkoatleta, średniodystansowiec
  - Santiago Sosa, argentyński piłkarz pochodzenia chorwackiego
- 2000:
  - Alexander Ogando, dominikański lekkoatleta, sprinter
  - Gustavo Sánchez, meksykański piłkarz
  - Mohamed Simakan, francuski piłkarz pochodzenia gwinejskiego
  - Afonso Sousa, portugalski piłkarz
  - Maciej Marcin Tomaszewski, polski aktor, muzyk
- 2001:
  - Andronikos Kakoullis, cypryjski piłkarz
  - Darian Males, szwajcarski piłkarz pochodzenia serbskiego
  - Rachel Zegler, amerykańska aktorka, piosenkarka
- 2002:
  - Michał Maszenda, polski brydżysta
  - Pedro Vieira, portugalski piłkarz
- 2003:
  - Elsa Jacquemot, francuska tenisistka
  - Chidir Sajpudinow, rosyjski i bahrajński zapaśnik
  - Florian Wirtz, niemiecki piłkarz
- 2004:
  - Maximiliano Gutiérrez, chilijski piłkarz
  - Aleksandra Le, kazachska strzelczyni sportowa
  - Aleksandar Pavlović, niemiecki piłkarz pochodzenia serbskiego
  - Andrey Santos, brazylijski piłkarz

## Zmarli
- 762 – Tang Xuanzong, cesarz Chin (ur. 685)
- 1074 – Teodozjusz Pieczerski, ukraiński mnich prawosławny, święty (ur. 1008)
- 1152 – Matylda I z Boulogne, królowa Anglii (ur. ok. 1105)
- 1270 – Bela IV, król Węgier i Chorwacji (ur. 1206)
- 1294 – Jan I Zwycięski, książę Brabancji i Limburgii (ur. 1252/53)
- 1314 – Emilia Bicchieri, włoska dominikanka, błogosławiona (ur. 1238)
- 1330 – Aleksy II, cesarz Trapezuntu (ur. 1282)
- 1405 – Zekkai Chūshin, japoński mistrz zen (ur. 1336)
- 1410 – Pietro Philarges di Candia, włoski duchowny katolicki, arcybiskup Mediolanu, kardynał, antypapież Aleksander V (ur. ok. 1339)
- 1435 – Ebrahim Soltan, książę z rodu Timurydów, namiestnik Farsu, mecenas kultury, kaligraf (ur. 1394)
- 1459 – Eryk Pomorski, król Danii, Norwegii i Szwecji (ur. 1382)
- 1481 – Mehmed II Zdobywca, sułtan Imperium Osmańskiego (ur. 1432)
- 1489 – Stanisław Kazimierczyk, polski duchowny katolicki, święty (ur. 1433)
- 1528 – Klara Medycejska, florencka arystokratka (ur. 1493)
- 1570 – Pietro Loredano, doża Wenecji (ur. ok. 1482)
- 1589 – Juliusz, książę Brunszwiku-Wolfenbüttel (ur. 1528)
- 1616 – (23 kwietnia według kal. jul.) William Szekspir, angielski dramaturg, poeta, aktor (ur. 1564)
- 1627 – Francesco Zucco, włoski malarz (ur. ok. 1570)
- 1664 – Jan Ludwik Stępkowski, polski duchowny katolicki, biskup kamieniecki (ur. 1610)
- 1672 – Giovanni Battista Gisleni, włoski architekt, scenograf, muzyk (ur. 1600)
- 1674 – Mikołaj Bieganowski, polski dowódca wojskowy, dyplomata, kasztelan (ur. 1601)
- 1690 – Gabriel Zabłudowski, polski męczennik i święty prawosławny (ur. 1684)
- 1703 – Eglon van der Neer, holenderski malarz (ur. ok. 1634)
- 1704:
  - Heinrich Ignaz Biber, austriacki kompozytor, skrzypek pochodzenia czeskiego (ur. 1644)
  - Stefan Douaihy z Ehden, libański duchowny maronicki, patriarcha Antiochii i całego Wschodu, Sługa Boży (ur. 1630)
- 1707 – Michiel de Swaen, holenderski pisarz (ur. 1654)
- 1731 – Elizabeth Needham, brytyjska kuplerka, właścicielka domu publicznego (ur. ?)
- 1739 – Maria Anna Burbon, księżna Conti (ur. 1666)
- 1743 – Moritz Georg Weidmann, saski księgarz, wydawca (ur. 1686)
- 1754 – Joachim Daniel Jauch, saski inżynier wojskowy (ur. 1688)
- 1758 – Benedykt XIV, papież (ur. 1675)
- 1763 – George Psalmanazar, francuski awanturnik, oszust (ur. ok. 1679)
- 1764 – Francesco Algarotti, włoski filozof, pisarz, fizyk, matematyk, krytyk i kolekcjoner dzieł sztuki (ur. 1712)
- 1774 – Heinrich August de la Motte Fouqué, pruski generał pochodzenia francuskiego (ur. 1698)
- 1783 – Oktawiusz Hanowerski, brytyjski książę (ur. 1779)
- 1795 – Mikołaj Radziwiłł, książę na Kłecku i Ołyce, hrabia szydłowiecki, starosta radoszkowicki, pułkownik wojsk litewskich (ur. 1746)
- 1802 – Franciszek Jerzmanowski, polski szlachcic, polityk (ur. 1737)
- 1816 – James McHenry, amerykański lekarz, polityk (ur. 1753)
- 1817 – Mariano Luis de Urquijo, hiszpański polityk, tłumacz (ur. 1769)
- 1820 – Ignacy Tymowski, polski szlachcic, sędzia, polityk (ur. 1759)
- 1821 – Dorota Sanguszkowa, polska szlachcianka (ur. 1799)
- 1826 – Sebastian Ostaszewski, polski ziemianin (ur. 1755)
- 1830 – Karl Aulock, niemiecki duchowny katolicki, biskup pomocniczy wrocławski (ur. 1771)
- 1833 – Michał Pełczyński, polski generał brygady, topograf (ur. 1775)
- 1834 – Aleksiej Arakczejew, rosyjski generał, polityk, minister wojny (ur. 1769)
- 1839:
  - Pehr Henrik Ling, szwedzki propagator gimnastyki leczniczej (ur. 1776)
  - Ferdinando Paër, włoski kompozytor (ur. 1771)
- 1842 – Jan Feliks Tarnowski, polski hrabia, historyk, polityk (ur. 1777)
- 1844 – Nicolas Chopin, francuski nauczyciel, ojciec Fryderyka (ur. 1771)
- 1845 – Thomas Hood, brytyjski poeta, humorysta (ur. 1799)
- 1852 – Sara Coleridge, brytyjska poetka, pisarka, tłumaczka (ur. 1802)
- 1853 – Juan Donoso Cortés, hiszpański pisarz, dyplomata (ur. 1809)
- 1854:
  - Teofil Izdebski, polski oficer, uczestnik powstania listopadowego, działacz emigracyjny (ur. 1804)
  - Jan Kazimierz Młodecki, polski ziemianin, polityk (ur. 1889)
- 1856 – Adolphe Adam, francuski kompozytor, krytyk muzyczny (ur. 1803)
- 1871 – Eduard Munk, niemiecki filolog, historyk literatury pochodzenia żydowskiego (ur. 1803)
- 1873 – Stepan Rudanski, ukraiński poeta, folklorysta, tłumacz (ur. 1834)
- 1879 – Tomasz August Olizarowski, polski dramatopisarz (ur. 1811)
- 1880 – Jonathan Homer Lane, amerykański astrofizyk, wynalazca (ur. 1819)
- 1884 – Truman Smith, amerykański prawnik, polityk (ur. 1791)
- 1885 – Aleksander Karadziordziewić, książę Serbii (ur. 1806)
- 1886 – Łucja Rautenstrauchowa, polska pisarka (ur. 1798)
- 1888 – William Alexander Henry, kanadyjski prawnik, polityk (ur. 1816)
- 1889 – Charles Lory, francuski geolog (ur. 1823)
- 1898 – Jakub Glazer, polski duchowny katolicki, biskup pomocniczy przemyski (ur. 1836)
- 1900 – Szczęsny Koziebrodzki, polski ziemianin, polityk, archeolog amator, uczestnik powstania styczniowego (ur. 1826)
- 1901 – Gustaw Zimajer, polski aktor, dyrektor teatralny (ur. 1826)
- 1903 – Edward Józef Rosaz, włoski duchowny katolicki, tercjarz franciszkański, biskup Susy, błogosławiony (ur. 1830)
- 1906 – Antoni Kalina, polski slawista, etnograf, etnolog, ludoznawca, działacz społeczny, wykładowca akademicki (ur. 1846)
- 1907 – Hermann Tietz, niemiecki kupiec pochodzenia żydowskiego (ur. 1837)
- 1910 – Howard Taylor Ricketts, amerykański bakteriolog (ur. 1871)
- 1912 – Maria Leonia Paradis, kanadyjska zakonnica, błogosławiona (ur. 1840)
- 1914:
  - Elżbieta Leseur, francuska pisarka, Służebnica Boża (ur. 1866)
  - Daniel Sickles, amerykański generał, polityk, zabójca (ur. 1819)
- 1915 – Franz Hofer, austriacki malarz, grafik (ur. 1885)
- 1916:
  - Thomas Clarke, irlandzki polityk, jeden z przywódców powstania wielkanocnego (ur. 1857)
  - Thomas MacDonagh, irlandzki poeta, dramaturg, jeden z przywódców powstania wielkanocnego (ur. 1878)
- 1917:
  - Julius Janonis, litewski poeta, marksista (ur. 1896)
  - Sandy Turnbull, szkocki piłkarz (ur. 1884)
- 1918:
  - Omer Demeuldre, francuski podporucznik pilot, as myśliwski (ur. 1892)
  - Maria Anna z Saksonii-Altenburga, księżna Schaumburg-Lippe (ur. 1864)
  - Samuel Parry, brytyjski porucznik pilot, as myśliwski (ur. 1892)
  - Charles Song, chiński przedsiębiorca (ur. 1861–65)
- 1921 – Michał Gierlotka, polski górnik, działacz narodowy (ur. 1886)[6]
- 1923:
  - Ernst Hartwig, niemiecki astronom (ur. 1851)
  - Michael Kelly, amerykański strzelec sportowy pochodzenia irlandzkiego (ur. 1872)
- 1924:
  - Julius Bachmann, niemiecki prawnik, polityk, nadburmistrz Bydgoszczy (ur. 1844)
  - Mykoła Michnowśkyj, ukraiński działacz nacjonalistyczny (ur. 1873)
- 1926:
  - Napoleon Wiktor Bonaparte, francuski arystokrata, polityk (ur. 1862)
  - Józefa Rodziewiczówna, polska malarka (ur. 1858)
  - Oscar Straus, amerykański dyplomata, polityk, sekretarz handlu i pracy (ur. 1850)
  - Knut Wicksell, szwedzki ekonomista, wykładowca akademicki (ur. 1851)
- 1927 – Iwan Baliński, ukraiński historyk, prawnik, wykładowca akademicki (ur. 1879)
- 1928 – Friedrich Pourtalès, niemiecki arystokrata, dyplomata (ur. 1853)
- 1930 – Klemens (Sziwaczew), bułgarski biskup prawosławny (ur. 1873)
- 1931 – Henryk Christiani, polski ziemianin (ur. 1860)
- 1932:
  - Raimondo D’Aronco, włoski architekt (ur. 1857)
  - Charles Fort, amerykański pisarz, badacz zjawisk paranormalnych (ur. 1874)
- 1933 – Stanisław Krzyżowski, polski podporucznik piechoty, powstaniec śląski, polityk, poseł na Sejm RP, dyrygent, dyrektor banku, redaktor (ur. 1893)
- 1935 – Ludwik Stefan Gorazdowski, polski inżynier hutnik (ur. 1873)
- 1936:
  - Kikunae Ikeda, japoński chemik, wykładowca akademicki (ur. 1864)
  - Caesar Mannelli, amerykański rugbysta (ur. 1897)
  - Robert Michels, niemiecki socjolog, wykładowca akademicki, socjalista (ur. 1876)
- 1937 – Wacław Tokarz, polski pułkownik piechoty, historyk, wykładowca akademicki (ur. 1873)
- 1939 – Wilhelm Groener, niemiecki generał, polityk (ur. 1867)
- 1940:
  - Franciszek Bossowski, polski prawnik, historyk prawa, wykładowca akademicki (ur. 1879)
  - Jan Wiencek, polski działacz sportowy, uczestnik konspiracji antyhitlerowskiej (ur. 1892)
- 1942:
  - Christiaan Boers, holenderski wojskowy (ur. 1889)
  - August Liivik, estoński strzelec sportowy (ur. 1903)
  - Thorvald Stauning, duński polityk, premier Danii (ur. 1873)
- 1943:
  - Zofia Dunin-Borkowska, polska magister filozofii, porucznik, członkini ZWZ (ur. 1904)
  - Harry Arminius Miller, amerykański przedsiębiorca, inżynier wyścigowy (ur. 1875)
- 1945:
  - Juliusz Frydrychewicz, polski oficer rezerwy, entomolog leśny, ornitolog, inżynier (ur. 1904)
  - Albert Sauer, niemiecki funkcjonariusz i zbrodniarz nazistowski (ur. 1898)
- 1947:
  - Gustav Binder, austriacki funkcjonariusz i zbrodniarz nazistowski (ur. 1910)
  - Roman Motyka, polski hutnik, działacz socjalistyczny i niepodległościowy (ur. 1902)
  - Ludwig Ramdohr, niemiecki funkcjonariusz i zbrodniarz nazistowski (ur. 1909)
  - Rolf Rosenthal, niemiecki funkcjonariusz i zbrodniarz nazistowski (ur. 1911)
  - Gerhard Schiedlausky, niemiecki lekarz, funkcjonariusz i zbrodniarz nazistowski (ur. 1906)
  - Johann Schwarzhuber, niemiecki funkcjonariusz i zbrodniarz nazistowski (ur. 1904)
- 1948 – José Rollin de la Torre-Bueno, amerykański entomolog pochodzenia peruwiańskiego (ur. 1871)
- 1949 – Mariano Fortuny y Madrazo, hiszpański malarz, fotograf, scenograf, projektant mody (ur. 1871)
- 1950 – André Perchicot, francuski kolarz szosowy i torowy (ur. 1888)
- 1953 – Henry Mayer, niemiecki kolarz torowy (ur. 1878)
- 1954 – Witold Uklański, polski major kawalerii, cichociemny (ur. 1893)
- 1955 – Rudolf Schlichter, niemiecki malarz, polityk (ur. 1890)
- 1958 – Richard Pares, brytyjski historyk (ur. 1902)
- 1960 – Leon Halban, polski historyk prawa, wykładowca akademicki pochodzenia żydowskiego (ur. 1893)
- 1963:
  - Konstanty Narkiewicz-Jodko, polski fizyk, podróżnik, taternik, alpinista, polarnik (ur. 1901)
  - Władimir Swiridow, radziecki generał porucznik artylerii (ur. 1897)
- 1964 – Kazimierz Czarnecki, polski śpiewak operowy (tenor) (ur. 1882)
- 1965:
  - Hans-Peter Hauptmann, niemiecka ofiara muru berlińskiego (ur. 1939)
  - Alajos Keserű, węgierski piłkarz wodny (ur. 1905)
- 1966:
  - Wit Hanke, polski polityk, działaczk społeczny i sportowy (ur. 1907)
  - Agnes Muthspiel, austriacka malarka (ur. 1914)
- 1967 – Ernst Wollweber, wschodnioniemiecki polityk (ur. 1898)
- 1968 – Oscar Kreuzer, niemiecki tenisista (ur. 1887)
- 1969:
  - Karl Freund, niemiecki reżyser i operator filmowy (ur. 1890)
  - Stanisław Mielnicki, polski architekt (ur. 1898)
- 1970 – Ignacy Knast, polski przedsiębiorca, działacz społeczny i niepodległościowy (ur. 1884)
- 1971 – Kondrat Mielnik, radziecki generał (ur. 1900)
- 1972 – Emil Breitkreutz, amerykański lekkoatleta, średniodystansowiec (ur. 1883)
- 1973 – Franciszek Sikora, polski nauczyciel, działacz społeczny (ur. 1910)
- 1975:
  - Julio Álvarez del Vayo, hiszpański polityk, publicysta (ur. 1891)
  - Jonas Karosas, litewski dziennikarz, działacz komunistyczny (ur. 1912)
- 1977 – Karolina Beylin, polska pisarka, dziennikarka, tłumaczka (ur. 1899)
- 1980 – Jan Władysław Badowski, polski aktor, reżyser, dyrektor teatru (ur. 1907)
- 1981:
  - Nargis Dutt, indyjska aktorka (ur. 1929)
  - Naum Eitingon, radziecki generał major, funkcjonariusz służb specjalnych pochodzenia żydowskiego (ur. 1899)
- 1982 – Jan Bogusławski, polski architekt (ur. 1910)
- 1984:
  - Ross Taylor, kanadyjski hokeista (ur. 1902)
  - Kurt Martti Wallenius, fiński generał, działacz prawicowy (ur. 1893)
- 1985:
  - Wojciech Belon, polski pieśniarz, balladzista (ur. 1952)
  - Stasys Raštikis, litewski generał, działacz emigracyjny, dziennikarz (ur. 1896)
  - Percy Spender, australijski prawnik, dyplomata, polityk (ur. 1897)
- 1986:
  - Robert Alda, amerykański aktor, piosenkarz (ur. 1914)
  - Tomasz Gluziński, polski poeta, narciarz, żołnierz AK (ur. 1924)
- 1987 – Dalida, francuska piosenkarka pochodzenia włoskiego (ur. 1933)
- 1989:
  - Andrzej Chodyniecki, polski ichtiolog (ur. 1922)
  - Christine Jorgensen, Amerykanka pochodzenia duńskiego, pierwszy głośny przypadek operacyjnej zmiany płci (ur. 1926)
- 1990:
  - Dovima, amerykańska modelka (ur. 1927)
  - Jerzy Grzymek, polski inżynier chemik, wykładowca akademicki, polityk, kierownik resortu przemysłu materiałów budowlanych (ur. 1908)
  - Pimen, rosyjski duchowny prawosławny, patriarcha Moskwy i Wszechrusi (ur. 1910)
- 1991:
  - Aleksandr Afanasjew, radziecki polityk (ur. 1903)
  - Boris Filistinski, rosyjski architekt, kolaborant, poeta, prozaik, literaturoznawca, krytyk literacki, publicysta i wydawca, wykładowca akademicki, działacz antysowiecki, emigrant (ur. 1905)
  - Jerzy Kosiński, amerykański pisarz pochodzenia polsko-żydowskiego (ur. 1933)
  - Maria Kowalewska, polska pisarka, tłumaczka (ur. 1901)
  - Roman Wasiljew, radziecki polityk (ur. 1913)
- 1992:
  - Vilma Degischer, austriacka aktorka (ur. 1911)
  - George Murphy, amerykański tancerz, aktor, polityk (ur. 1902)
- 1993:
  - Robert De Niro Sr., amerykański malarz pochodzenia włosko-irlandzkiego (ur. 1922)
  - Kazimierz Wejchert, polski siatkarz, architekt, urbanista, wykładowca akademicki (ur. 1912)
- 1994 – Tadeusz Gutowski, polski polityk, poseł na Sejm PRL (ur. 1918)
- 1995 – Kazimierz Rutkowski, polski podpułkownik dyplomowany pilot, as myśliwski (ur. 1914)
- 1996:
  - Hermann Kesten, niemiecki pisarz pochodzenia żydowskiego (ur. 1900)
  - Jack Weston, amerykański aktor (ur. 1924)
- 1997:
  - Napoleon Ludwik Hieronim Bonaparte, francuski arystokrata (ur. 1914)
  - Narciso Yepes, hiszpański gitarzysta (ur. 1927)
- 1998:
  - René Acht, szwajcarski malarz, grafik, rzeźbiarz (ur. 1920)
  - Jesse Alto, amerykański pokerzysta (ur. 1927)
  - Raimund Harmstorf, niemiecki aktor (ur. 1939)
- 1999:
  - Stanisław Biniecki, polski chemik, farmaceuta, wykładowca akademicki (ur. 1907)
  - Władysław Lech Terlecki, polski pisarz, scenarzysta filmowy, dramaturg (ur. 1933)
- 2000:
  - Lewis Allen, brytyjski reżyser telewizyjny i filmowy (ur. 1905)
  - John O’Connor, amerykański duchowny katolicki, arcybiskup Nowego Jorku, kardynał (ur. 1920)
- 2001:
  - Billy Higgins, amerykański perkusista jazzowy (ur. 1936)
  - Simon Slåttvik, norweski biegacz narciarski, kombinator norweski (ur. 1917)
- 2002:
  - Barbara Castle, brytyjska polityk (ur. 1910)
  - Jesús Díaz, kubański dramaturg, prozaik, reżyser filmowy (ur. 1941)
  - Marek Dziekoński, polski architekt (ur. 1930)
- 2003 – Suzy Parker, amerykańska aktorka, modelka (ur. 1932)
- 2004:
  - Betty Miller, amerykańska aktorka (ur. 1925)
  - Władimir Tieriebiłow, radziecki prawnik, polityk (ur. 1916)
- 2006:
  - Karel Appel, holenderski malarz (ur. 1921)
  - Borys Kuzniecow, rosyjski bokser (ur. 1947)
  - Earl Woods, amerykański golfista, trener (ur. 1932)
- 2007:
  - Walter Schirra, amerykański pilot wojskowy, astronauta (ur. 1923)
  - Mamadou Zaré, iworyjski piłkarz, trener (ur. 1964)
- 2008:
  - Leopoldo Calvo-Sotelo, hiszpański polityk, premier Hiszpanii (ur. 1926)
  - Ngũgĩ wa Mĩriĩ, kenijski dramaturg (ur. 1951)
  - Tadeusz Pelc, polski filmowiec, realizator dźwięku i światła (ur. 1924)
- 2010:
  - Jacques Bertin, francuski kartograf, geograf (ur. 1918)
  - Florencio Campomanes, filipiński działacz szachowy, prezydent FIDE (ur. 1927)
  - Krzysztof Misiurkiewicz, polski aktor (ur. 1941)
- 2011:
  - Paul Ackerley, nowozelandzki hokeista na trawie (ur. 1949)
  - Jackie Cooper, amerykański aktor, reżyser filmowy (ur. 1922)
  - Sergo Kotrikadze, gruziński piłkarz, bramkarz, trener (ur. 1936)
  - Ludwig Mehlhorn, niemiecki polityk, opozycjonista z czasów NRD, obrońca praw człowieka (ur. 1950)
- 2012:
  - Lloyd Brevett, jamajski muzyk, kontrabasista, członek zespołu The Skatalites (ur. 1931)
  - František Tondra, słowacki duchowny katolicki, biskup spiski (ur. 1936)
- 2013:
  - Mimi Aarden, holenderska śpiewaczka operowa (mezzosopran) (ur. 1924)
  - Cedric Brooks, jamajski saksofonista, członek zespołu The Skatalites (ur. 1943)
- 2014:
  - Gary Becker, amerykański ekonomista, laureat Nagrody Banku Szwecji im. Alfreda Nobla w dziedzinie ekonomii (ur. 1930)
  - Leslie Carlson, amerykański aktor (ur. 1933)
  - Mieczysław Sirko, polski kartograf (ur. 1943)
- 2015:
  - Mieczysława Buczkówna, polska poetka, pisarka, tłumaczka (ur. 1924)
  - Rewaz Czcheidze, gruziński reżyser filmowy (ur. 1926)
  - Halina Dunajska, polska aktorka (ur. 1926)
  - Piotr Piotrowski, polski historyk sztuki (ur. 1952)
- 2016:
  - Wacław Auleytner, polski działacz katolicki, polityk, poseł na Sejm PRL (ur. 1919)
  - Tadeusz Gocłowski, polski duchowny katolicki, arcybiskup metropolita gdański (ur. 1931)
  - Janusz Tazbir, polski historyk, profesor nauk humanistycznych, wykładowca akademicki (ur. 1927)
- 2017:
  - Lukas Ammann, szwajcarski aktor (ur. 1912)
  - Bogumił Gozdur, polski piłkarz, trener (ur. 1935)
  - Jan Górecki, polski duchowny katolicki, teolog (ur. 1944)
  - Andrzej Kieruzalski, polski plastyk, lalkarz, chórmistrz, harcmistrz, twórca i kierownik artystyczny zespołu Gawęda (ur. 1928)
  - Józef Kowalczyk, polski piłkarz (ur. 1947)
  - Zbigniew Parandowski, polski architekt, fotograf, rysownik (ur. 1929)
  - Miszal ibn Abd al-Aziz Al Su’ud, saudyjski książę, przedsiębiorca, polityk (ur. 1926)
  - Mieczysław Świderski, polski fotoreporter sportowy (ur. 1935)
- 2018:
  - Afonso Dhlakama, mozambicki polityk (ur. 1953)
  - Andrzej Stankiewicz, polski okulista (ur. 1942)
  - Antoni Zięba, polski inżynier, nauczyciel akademicki, działacz pro-life, publicysta (ur. 1948)
- 2019:
  - Antoni Połowniak, polski polityk, wojewoda kielecki i poseł na Sejm PRL (ur. 1928)
  - Maciej Jerzy Serwański, polski historyk (ur. 1946)
  - Gorō Shimura, japoński matematyk (ur. 1930)
- 2020:
  - John Ericson, amerykański aktor (ur. 1926)
  - Dave Greenfield, brytyjski klawiszowiec, członek zespołu The Stranglers (ur. 1949)
  - Pavle Jovanovic, amerykański bobsleista pochodzenia serbskiego (ur. 1977)
- 2021:
  - Rafael Albrecht, argentyński piłkarz (ur. 1941)
  - Jerzy Lechowski, polski dziennikarz, działacz piłkarski (ur. 1929)
  - Iñaki Mallona Txertudi, hiszpański duchowny katolicki, biskup Arecibo (ur. 1932)
  - Wołodymyr Neczajew, ukraiński piłkarz, trener (ur. 1950)
- 2022:
  - Tony Brooks, brytyjski kierowca wyścigowy (ur. 1932)
  - Jerzy Kałucki, polski malarz, scenograf (ur. 1931)
  - Norman Mineta, amerykański polityk, sekretarz handlu, sekretarz transportu (ur. 1931)
  - Michel Schooyans, belgijski duchowny katolicki, filozof (ur. 1930)
  - Stanisłau Szuszkiewicz, białoruski matematyk, fizyk, wykładowca akademicki, polityk, przewodniczący Rady Najwyższej Białorusi (ur. 1934)
  - Mieke Wijaya, indonezyjska aktorka (ur. 1939)
- 2023:
  - Lance Blanks, amerykański koszykarz (ur. 1966)
  - Alessandro D'Alatri, włoski reżyser i scenarzysta filmowy (ur. 1955)
  - Linda Lewis, brytyjska piosenkarka (ur. 1950)
  - Tony Staley, australijski polityk, minister terytorium stołecznego (ur. 1939)
  - Nikica Valentić, chorwacki prawnik, przedsiębiorca, polityk, premier Chorwacji (ur. 1950)
- 2024:
  - Rafał Czerner, polski archeolog, architekt, urbanista, profesor nauk technicznych (ur. 1958)
  - Paul-Henry Gendebien, belgijski polityk, eurodeputowany (ur. 1939)
  - László Hammerl, węgierski strzelec sportowy (ur. 1942)
  - Helmut Howiller, niemiecki judoka (ur. 1943)
- 2025:
  - Irena Matuszkiewicz, polska pisarka, dziennikarka (ur. 1945)
  - Sırrı Süreyya Önder, turecki aktor, reżyser i scenarzysta filmowy, polityk (ur. 1962)
  - Ian Polmear, australijski inżynier materiałowy, profesor nauk technicznych, lekkoatleta, trójskoczek (ur. 1928)
  - Sylwester Wilczek, polski hokeista (ur. 1936)